# Extraction de l'uranium
La production d'uranium en 2020.
- Kazakhstan (40,8 %)
- Australie (13,0 %)
- Namibie (11,3 %)
- Canada (8,1 %)
- Ouzbékistan (7,3 %)
- Niger (6,2 %)
- Russie (6,0 %)
- Chine (3,9 %)
- Autres (3,4 %)

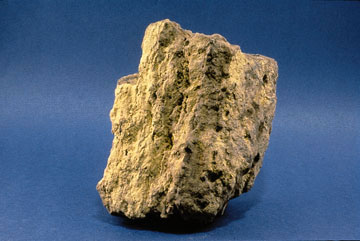
État initial : Minerai d'uranium

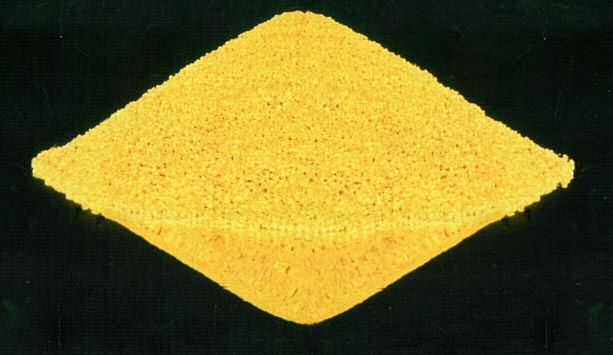
État final : « yellowcake »

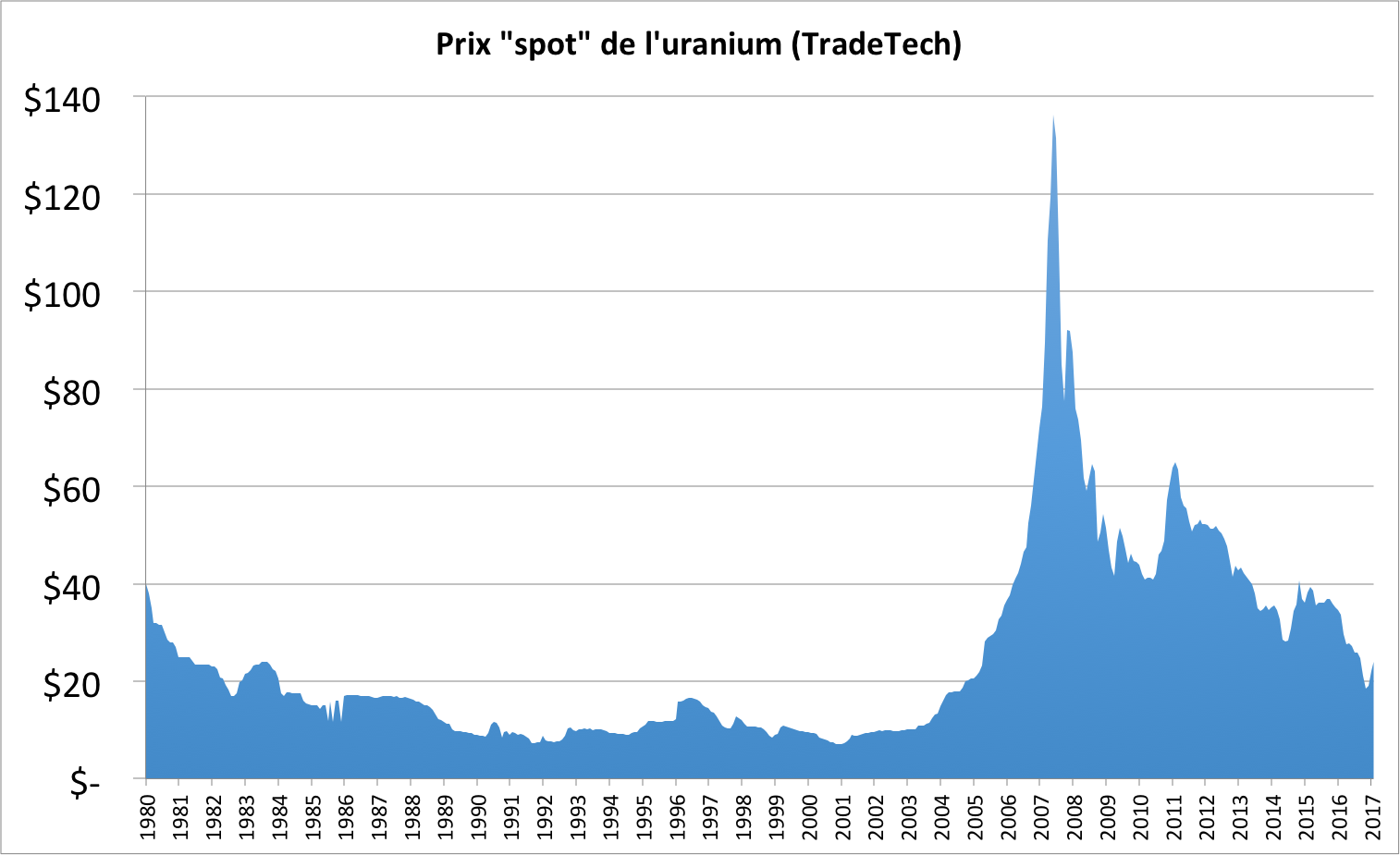
Prix spot de l'uranium en dollars par livre

L’extraction de l'uranium est un processus minier allant de la prospection initiale au produit final, le « yellowcake ». C'est la première étape du cycle du combustible nucléaire, visant essentiellement à fournir le combustible des réacteurs nucléaires via les opérations successives suivantes :
- la prospection de nouveaux gisements ;
- la préparation d'un site pour l'exploitation d'un gisement (autorisations, conception et installation des équipements, construction éventuelle des ouvrages d'accès) ;
- l'extraction du minerai, seul ou en coextraction avec de l'or, du cuivre, du phosphate... ;
- le traitement du minerai (concassage, broyage, dissolution de l'uranium) pour concentrer l'uranium sous forme de « yellowcake » (majoritairement composé de U3O8),
- le transport sécurisé du yellow cake,
- le démantèlement des équipements industriels et la gestion de l'après-mine.

En 2020, les trois premiers pays producteurs d'uranium dans le monde — le Kazakhstan, l'Australie et la Namibie — assuraient les deux tiers de la production mondiale.

## Histoire

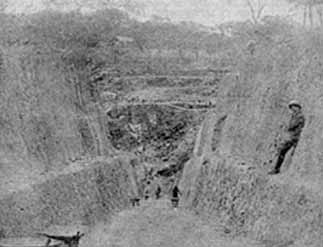
Mine de Shinkolobwe. L'uranium pour le projet Manhattan et la bombe atomique larguée sur Hiroshima provenait de cette mine.

La première exploitation systématique de minerai radioactif est réalisée à Jáchymov (en allemand, Joachimsthal), une cité minière située dans ce qui est à présent la République tchèque. Marie Curie utilise de la pechblende provenant de Jáchymov pour isoler le radium, un descendant radioactif de l'uranium. Ensuite et jusqu'à la Seconde Guerre mondiale, l'exploitation minière vise principalement le radium. En France, Hippolyte Marlot, à Saint-Symphorien-de-Marmagne, est le premier à extraire le radium[réf. incomplète].
Cet élément est utilisé comme composant de peintures phosphorescentes pour des cadrans de montres ou autres instruments, ainsi que pour des applications médicales (certaines applications sont à présent considérées comme dangereuses pour la santé). L'uranium est alors un produit dérivé de ces applications, principalement utilisé comme pigment jaune.
La Seconde Guerre mondiale accroît la demande : le projet Manhattan, préparant les applications militaires de l'énergie atomique, cherche à acquérir d'importants stocks d'uranium. Le gisement historique de Jáchymov, sous occupation allemande, n'étant pas accessible, les Américains utilisent des minerais provenant de la mine de Shinkolobwe du Congo belge, fournis par l'Union minière du Haut Katanga, ainsi que du Canada. Une politique d'auto-suffisance les pousse aussi à récupérer l'uranium issu des exploitations de vanadium du sud-ouest des États-Unis, bien que les teneurs y soient plus faibles. L'Union soviétique, n'ayant pas de stock d'uranium au début de son programme d'armes atomiques, fait de même.
En 1972, des scientifiques français étudiant l'uranium extrait dans la mine d'Oklo au Gabon découvrent le réacteur nucléaire naturel d'Oklo.
Depuis les années 1970, une part importante de l'uranium français vient des mines d'Arlit au Niger, exploitées par Orano. La France compte aussi près de 210 anciens sites d'extraction et de traitement des minerais d'uranium. Ils ont représenté une production d'environ 72 800 tonnes d'uranium ; leur activité a pris fin en mai 2001 avec la fermeture de la mine souterraine de la Cogéma à Jouac/Le Bernardan, en Haute-Vienne. Quelques mines françaises servent aujourd’hui comme sites d'entreposage des résidus de traitement et des déchets radioactifs importés,.

## Géologie de l'uranium

### Minéralogie

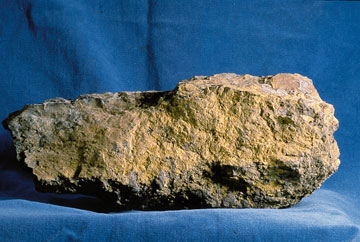
Minerai sédimentaire d'uranium.

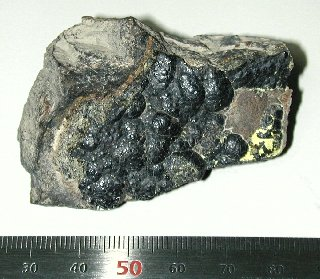
Pechblende.

L'uranium est assez abondant dans l'écorce terrestre. Dans les terrains granitiques ou sédimentaires, le taux d'uranium est d'environ 3 g/t ; à titre d'exemple, un terrain carré de 20 m de côté constitué uniquement de roche contient ainsi, sur une profondeur de 10 m, environ 24 kg d'uranium, ou encore un rocher cubique de 5,5 m de côté contient environ 1 kg d'uranium, ces ordres de grandeur n'étant que des moyennes (dans la plupart des gisements l'uranium n'est présent qu'à l'état de traces)[réf. nécessaire].
L'uranium naturel est faiblement présent dans l'eau de mer, à une teneur de 3 mg par mètre cube, soit mille fois moins que dans les roches. Le Rhône en charrie près de 30 tonnes par an, issues de l'érosion des reliefs alpins et du ruissellement. La récupération de l'uranium de l'eau de mer a été étudiée au Japon ; l'extraction par matrice à d'ions n'a pu conclure à la faisabilité industrielle, en raison de coûts énergétiques et financiers exorbitants[réf. nécessaire].
Le minerai naturel d'uranium, ou pechblende, apparaît sous forme de filons métallifères. L'uranium cristallise dans la nature en donnant 300 minéraux différents, parfois remarquables (voir les cristaux de Autunite, Boltwoodite, Francevillite, Sengierite, Vanuralite...).

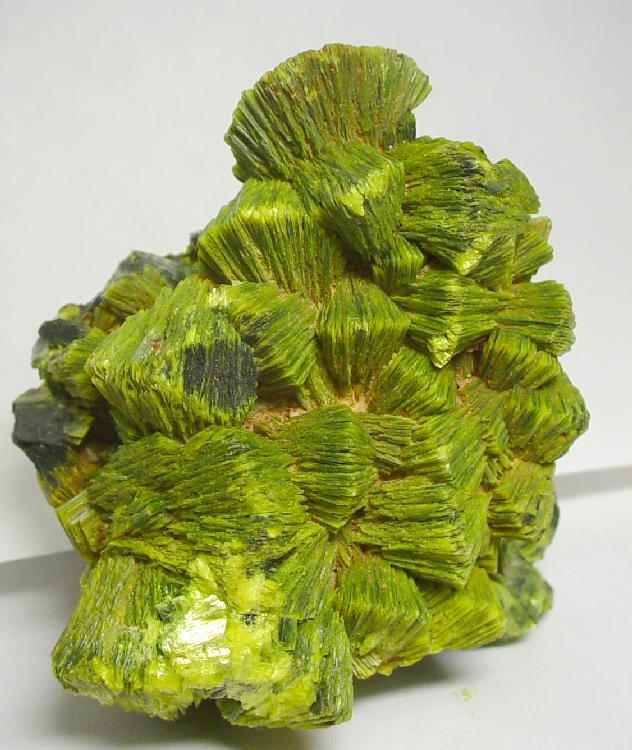
Autunite.
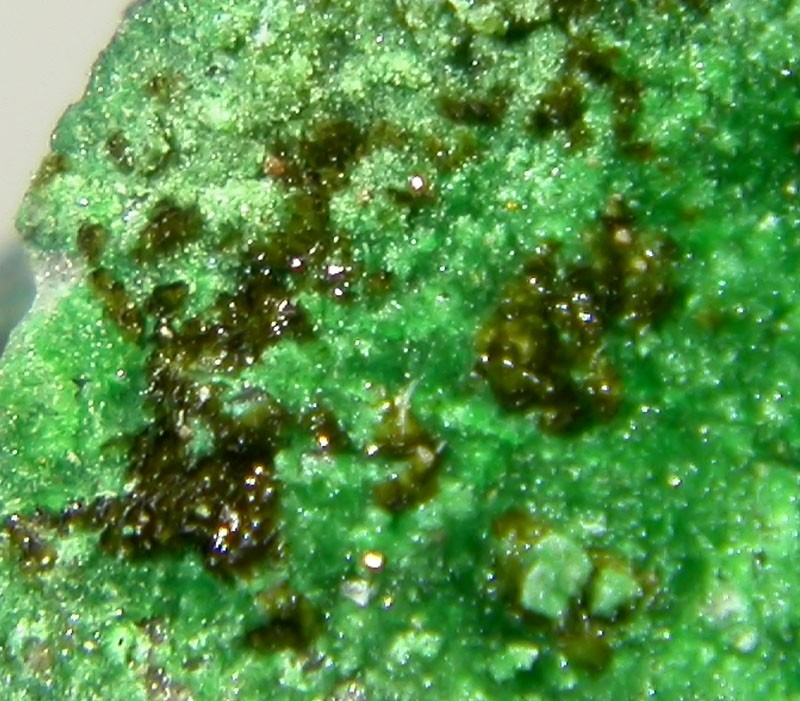
Guilleminite.
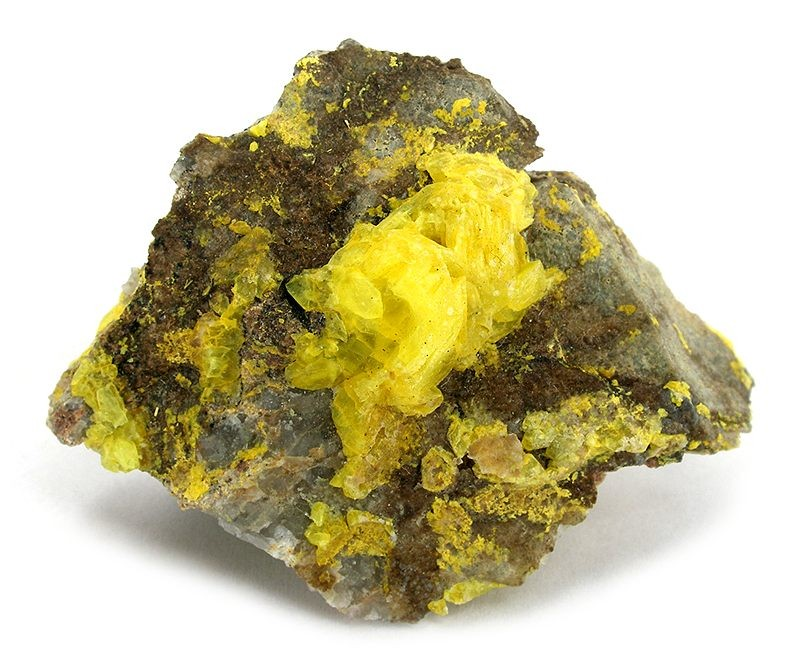
Liebigite.
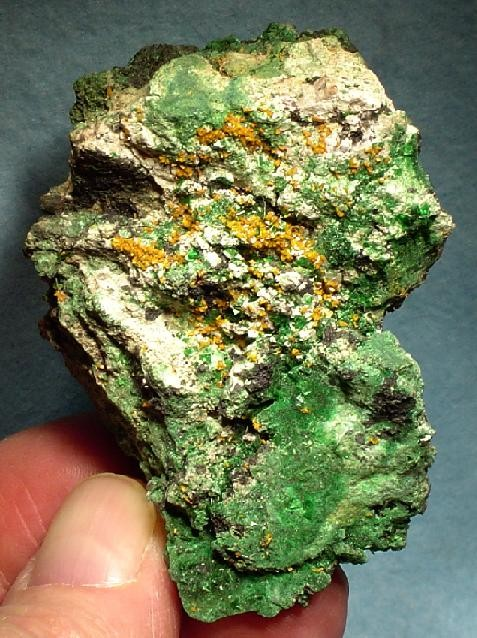
Torbernite.
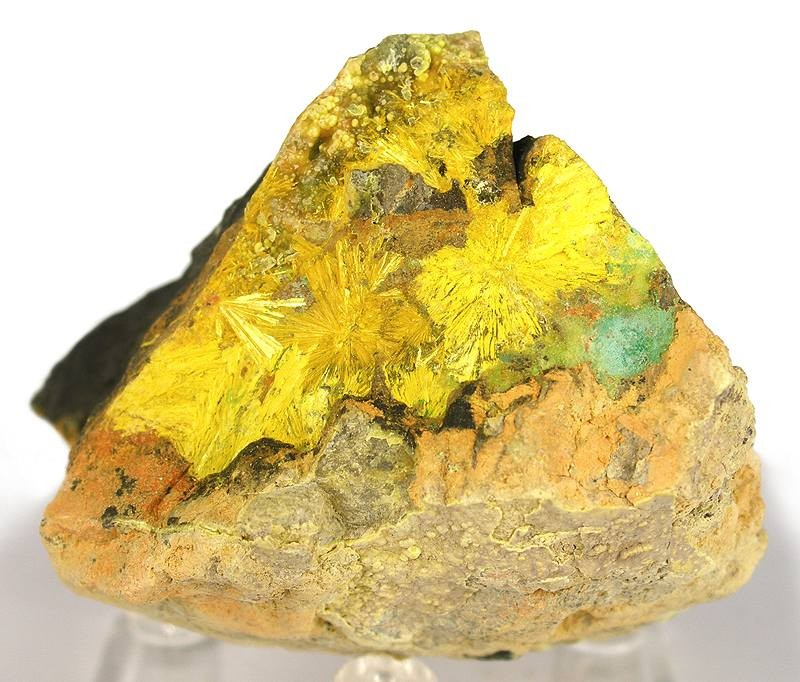
Uranite.
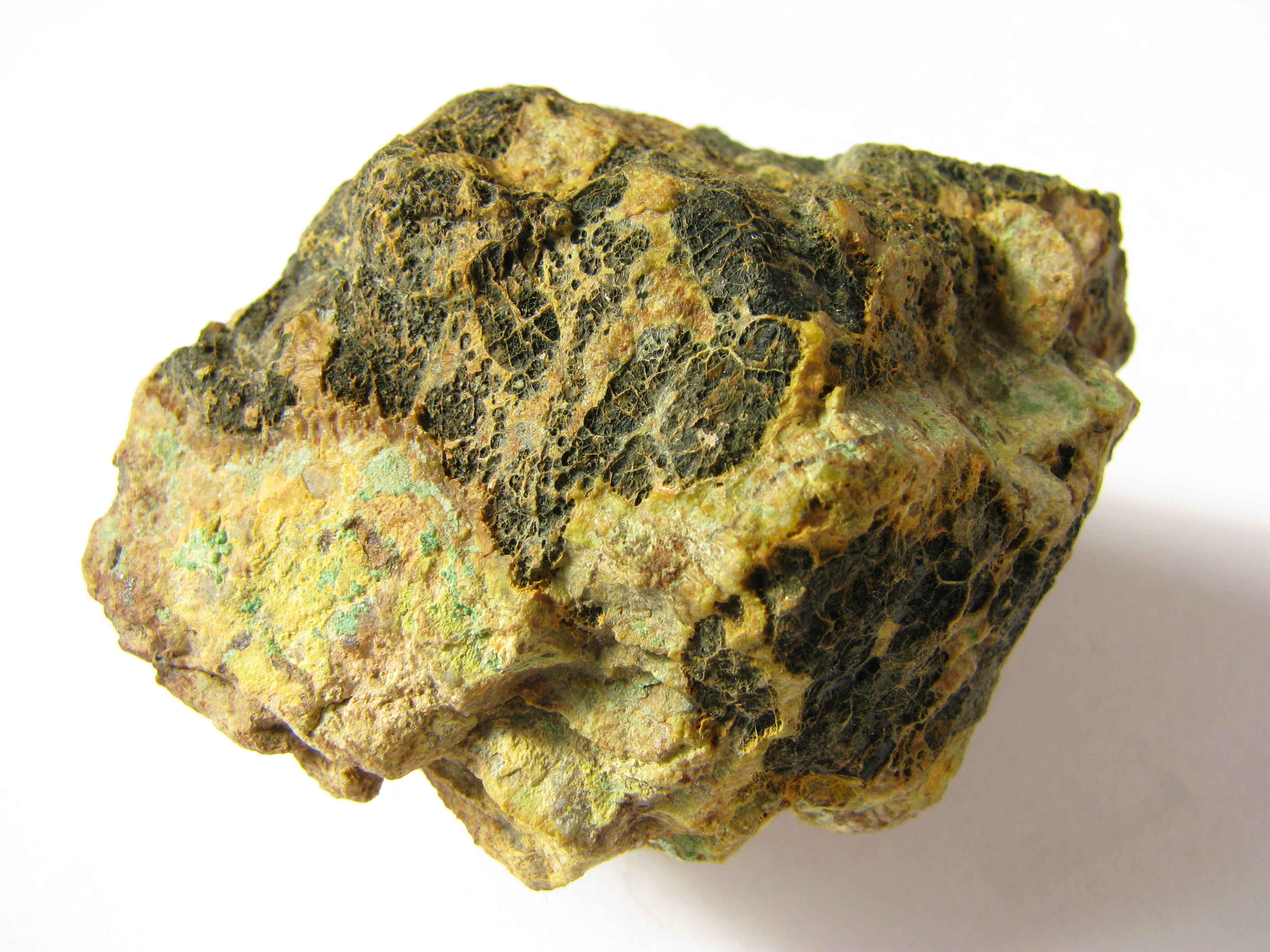
Pitchblende.
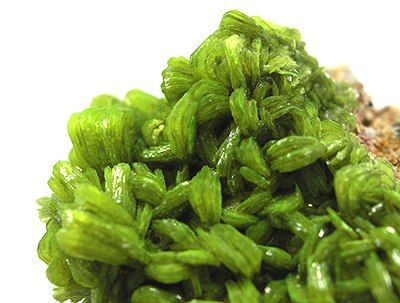
Uranocircite.

Selon les gisements, le minerai est considéré comme exploitable à partir de 1 à 2 kg d'uranium par tonne de minerai (soit plusieurs centaines de fois la concentration naturelle moyenne du sol)[réf. nécessaire]. La concentration exploitable varie fortement suivant les conditions d'exploitation et le cours du minerai.

### Prospection

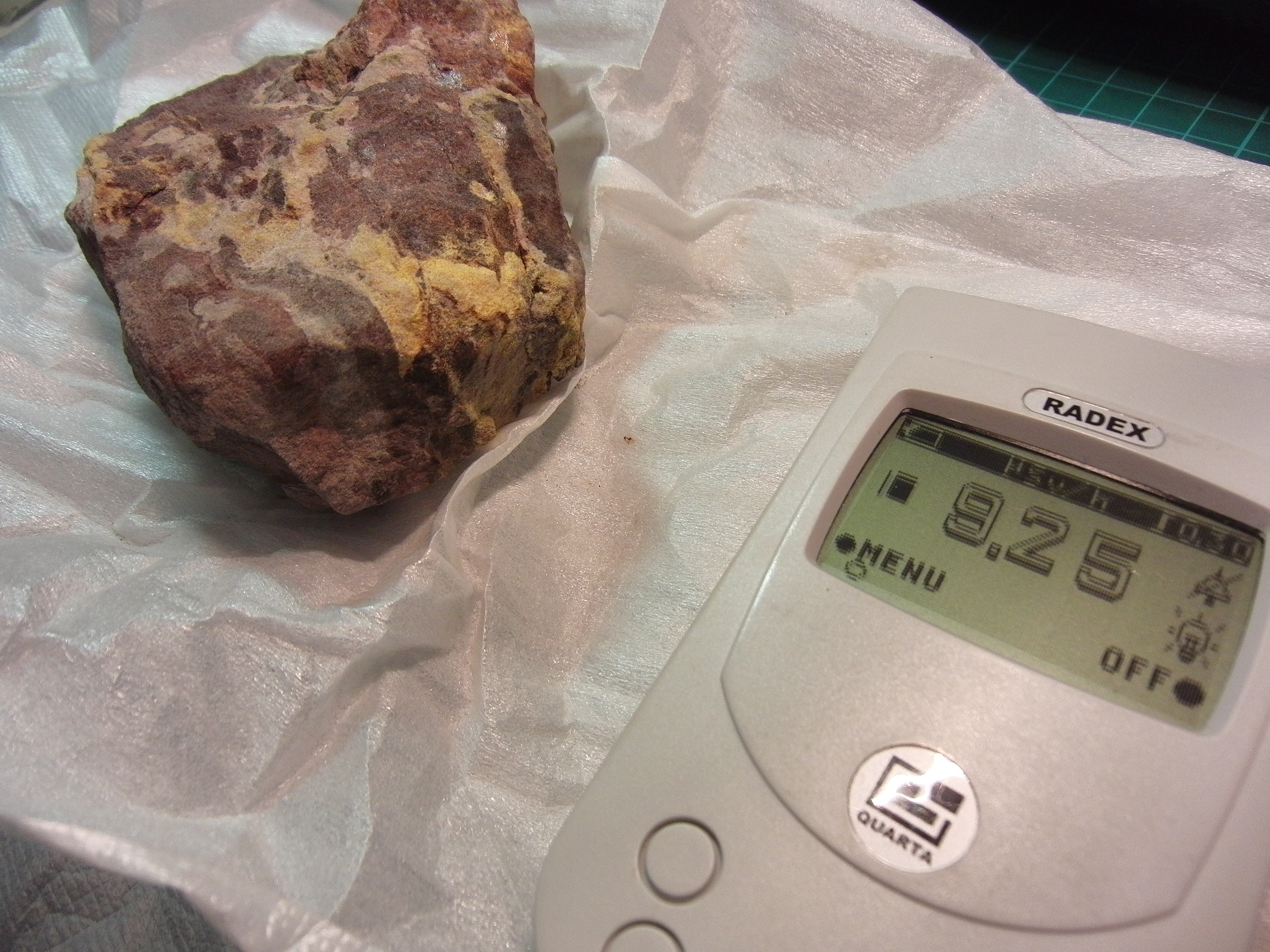
Carnotite à côté d'un compteur Geiger.

La prospection de l'uranium utilise les outils géologiques classiques, mais a pour originalité de pouvoir utiliser des techniques de prospection radiologique : le passage du compteur Geiger de quelques dizaines de chocs par seconde à quelques milliers indique la proximité d'un affleurement présentant une concentration potentiellement intéressante.
L'activité du minerai dépend de sa concentration et est de l'ordre de 1,6 × 106 Bq kg−1 pour un minerai riche d'une teneur de 1 %. Dans des gisements exceptionnel comme ceux du Canada, la teneur peut aller jusqu'à 15 %.
Une caractéristique remarquable de ce minerai est sa radioactivité, due aux éléments de la chaîne de désintégration de l'uranium jusqu'au plomb. Il contribue majoritairement au bruit de fond radiométrique. Historiquement, l'outil de détection employé a été le compteur Geiger, dont les premiers modèles transportables (de l'ordre de 25 kg) sont apparus dans les années 1930. Il est encore utilisé aujourd'hui, mais le compteur à scintillation, plus précis, tend à le remplacer[réf. nécessaire].
La prospection aérienne radiologique de l'uranium, suggérée dès 1943 par G.C. Ridland, géophysicien travaillant à Port Radium (Canada), est devenue la technique la plus employée en prospection initiale. L'extension du gisement est ensuite précisée par des échantillonnages, puis des forages prospectifs.

### Gisements sous discordance
Les minéralisations uranifères de type discordance ont été découvertes pour la première fois à la fin des années 1960 dans les bassins de l'Athabasca (Canada) et de McArthur (Saskatchewan, Canada). Leur richesse est exceptionnelle.
Les dépôts d'uranium se situent à l'interface entre un socle d'âge archéen à protérozoïque inférieur et une puissante couverture de grès du protérozoïque moyen. Ils sont généralement associés à des failles à graphite et entourés de halos d'altérations argileuses de haute température. Les minéralisations ne sont pas clairement datées mais sont plus récentes que les couvertures sédimentaires.
Le modèle communément admis pour la genèse de ces gisements est diagénétique hydrothermal, c'est-à-dire que le dépôt a lieu pendant la diagenèse à la faveur de circulations de fluides. Une saumure très concentrée et oxydante percole dans le socle et s'enrichit en calcium, magnésium et uranium par dissolution de monazite, s'appauvrit en quartz et augmente sa température. Au contact d'un front rédox à la discordance, cette saumure dissout du quartz et précipite de l'uranium dans l'espace libéré. Des altérations, remobilisations et précipitations successives ont probablement lieu ultérieurement.[réf. nécessaire]
Voir par exemple la configuration illustrée dans l'article réacteur nucléaire naturel d'Oklo.
Les mécanismes de minéralisation en Australie et au Canada sont assez semblables mais leurs formes et leurs emplacements diffèrent sensiblement, ce qui amène les scientifiques à spéculer sur des mécanismes de réduction différents pour les deux bassins. Les géologues essayent cependant de comprendre ce qu'ils ont en commun pour trouver de nouveaux gisements de ce type. Enfin, l'analogie entre ce type de gisement et la conception actuelle du stockage des déchets radioactifs en couche géologique profonde intéresse fortement les chercheurs.[réf. nécessaire]

## Mines d'uranium

### Technique d'extraction
Le minerai d'uranium est extrait selon quatre techniques, dites conventionnelles :
- l'exploitation en galerie souterraine : le minerai est atteint grâce à des galeries à l'instar des mines de charbon. En 1990, 55 % de la production mondiale provenait de mines souterraines, mais cette technique a diminué de façon spectaculaire pour ne représenter plus que 33 % en 1999 et 28 % en 2010 pour 15 095 tonnes extraites.

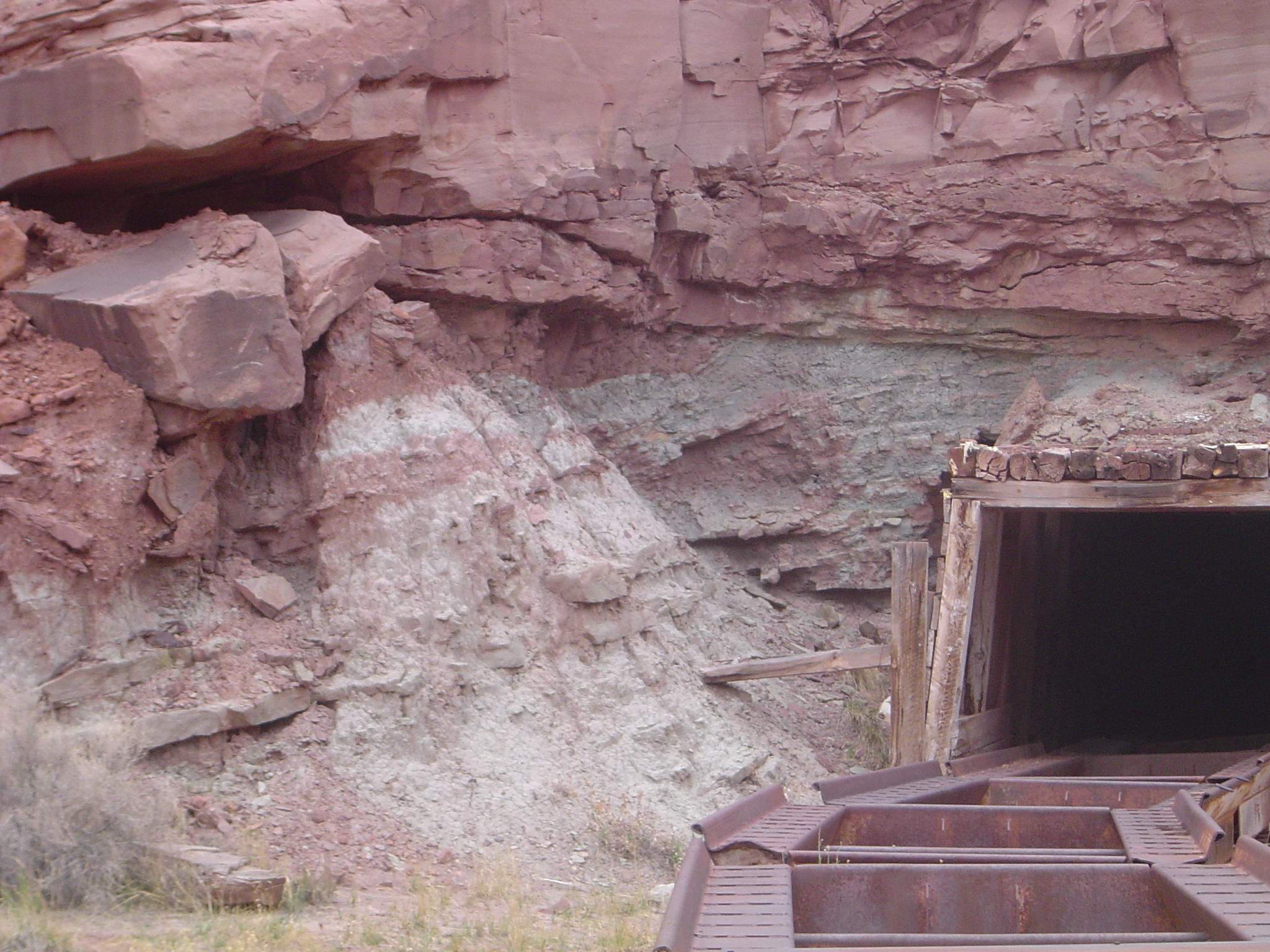
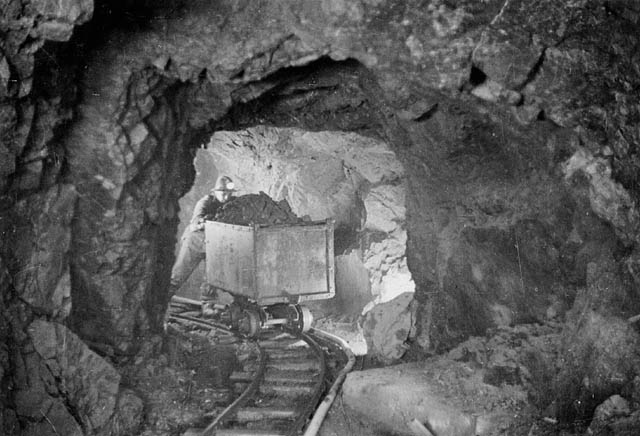
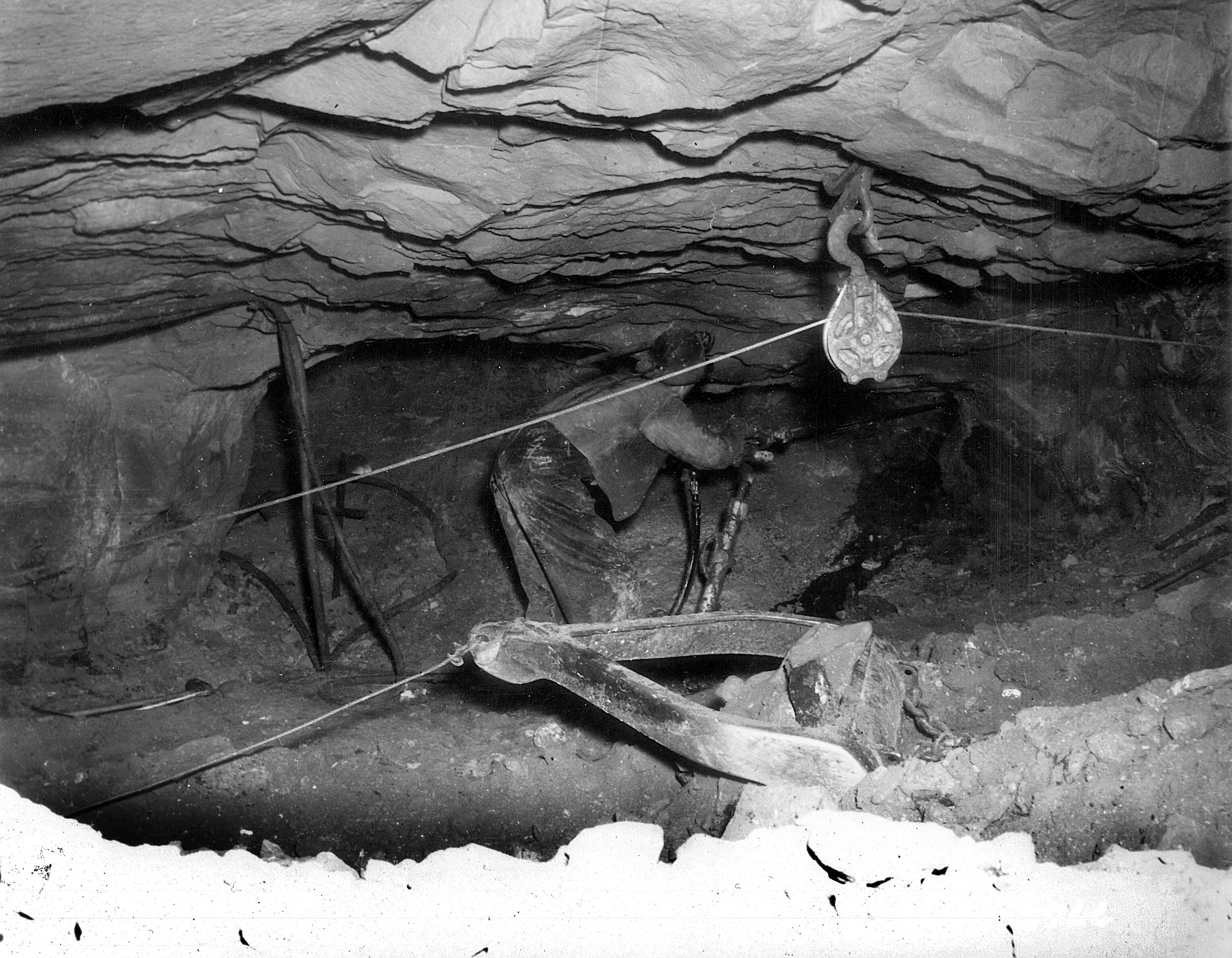
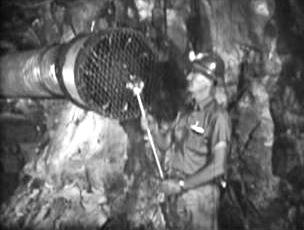

- l'exploitation à ciel ouvert : l'uranium est extrait après décapage de la partie de la roche qui le recouvre. 13 541 tonnes ont été extraites en 2010 selon cette technique, soit 25 % de l'uranium extrait cette année dans le monde.

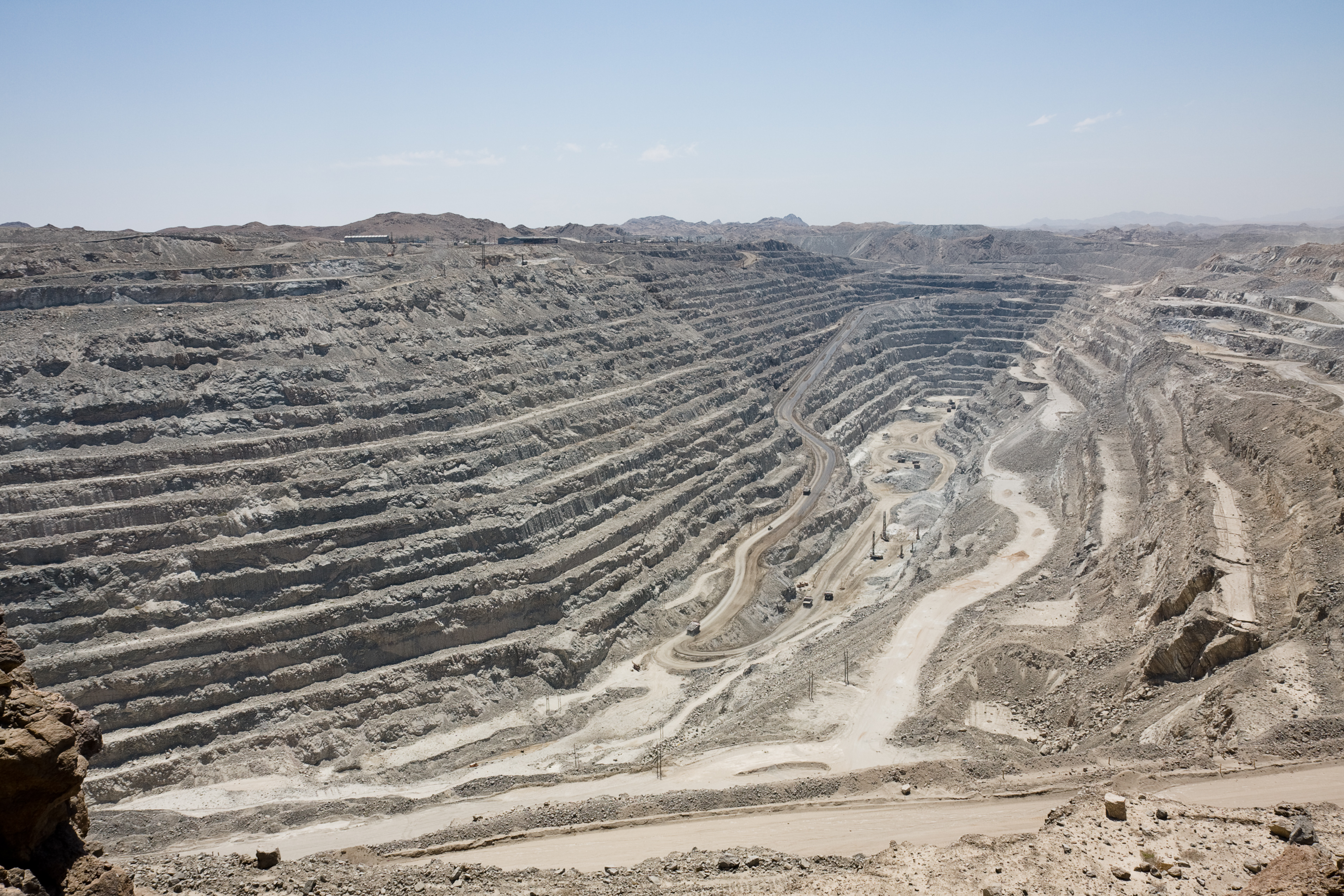
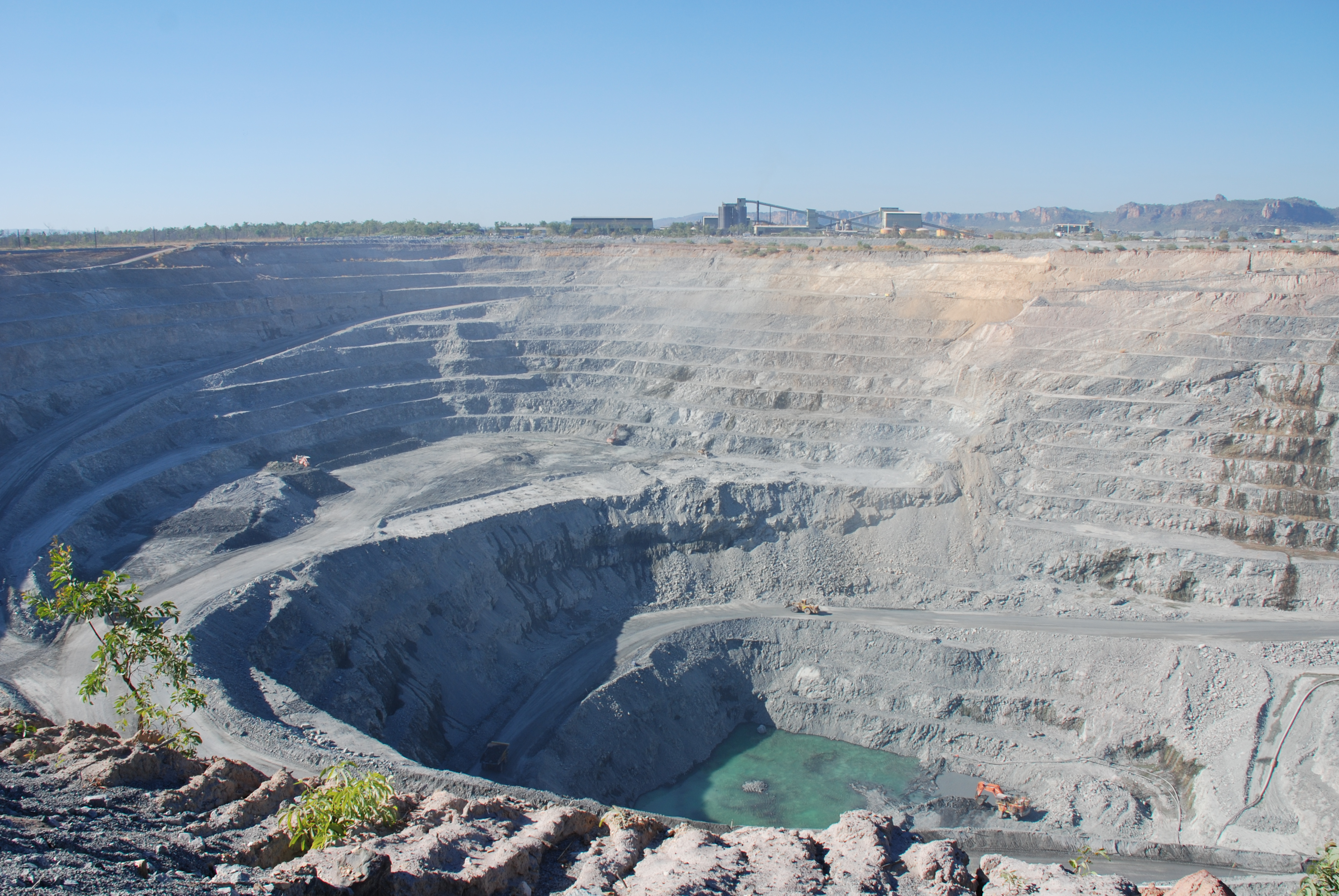
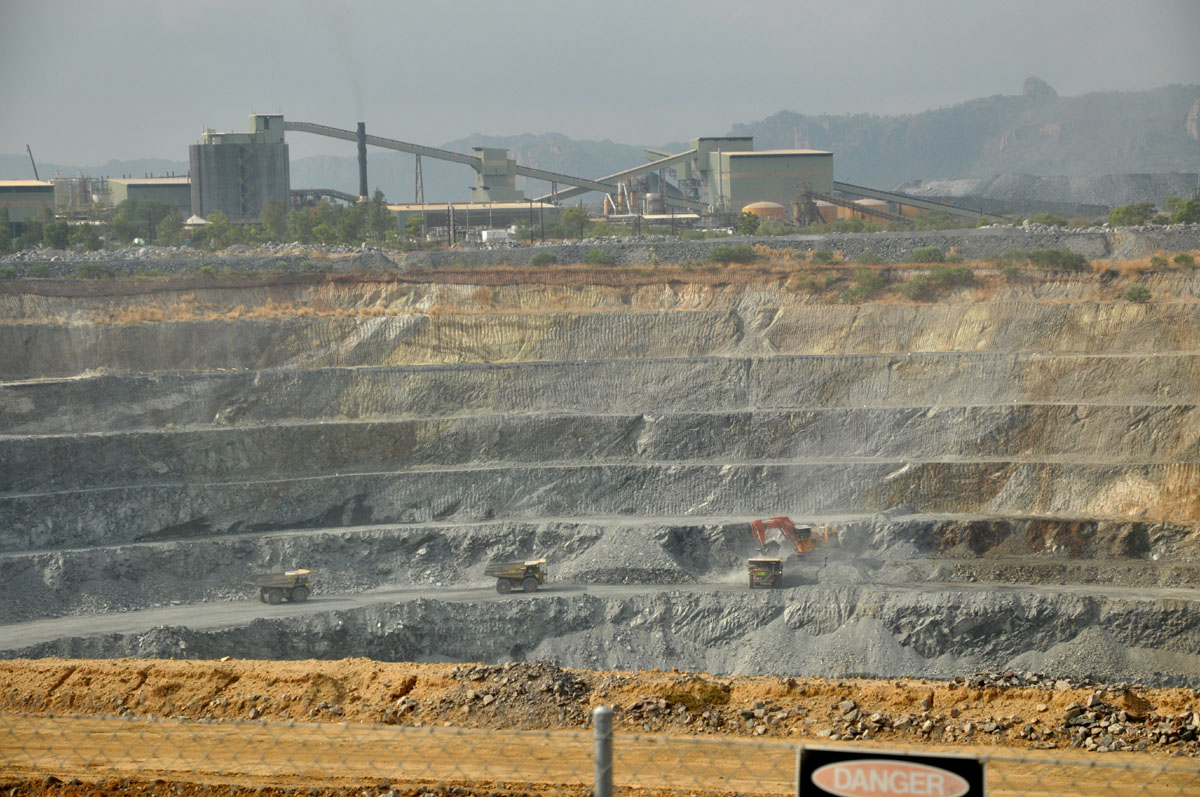
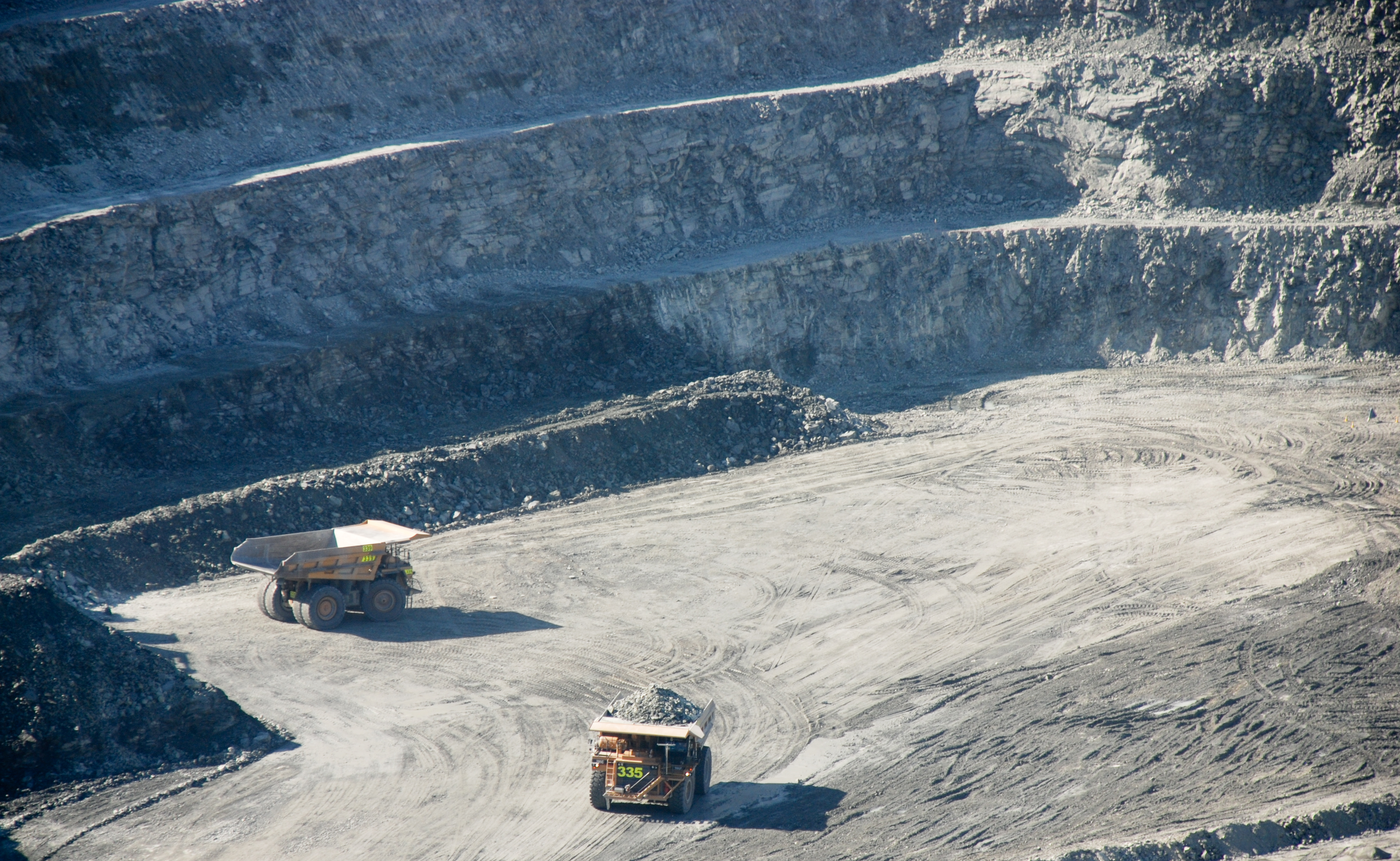
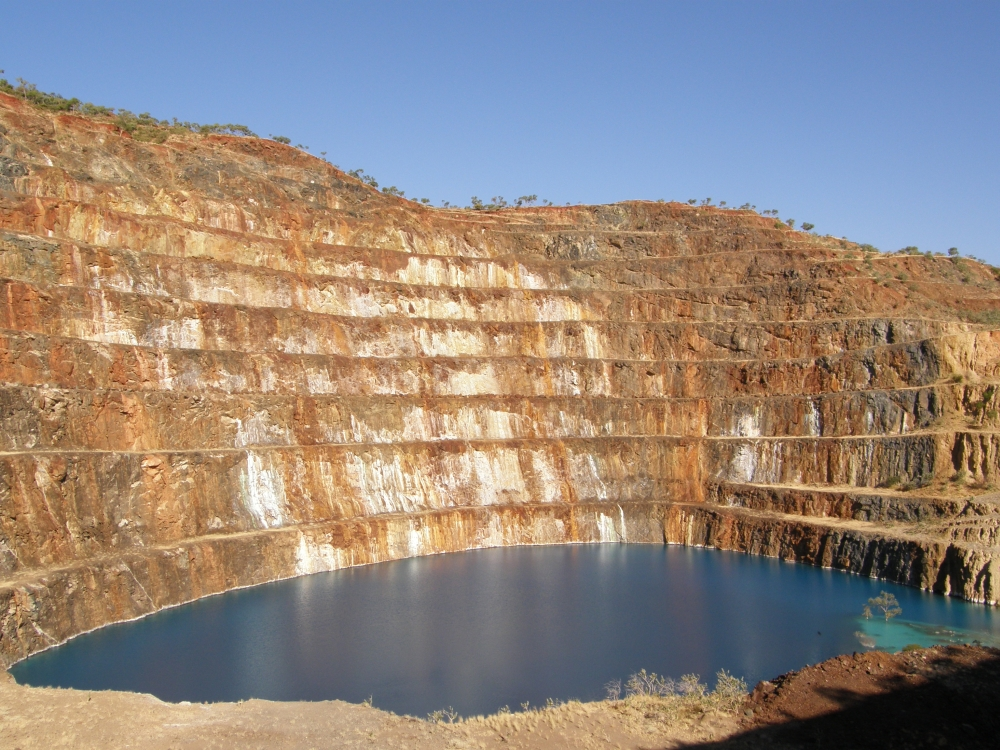
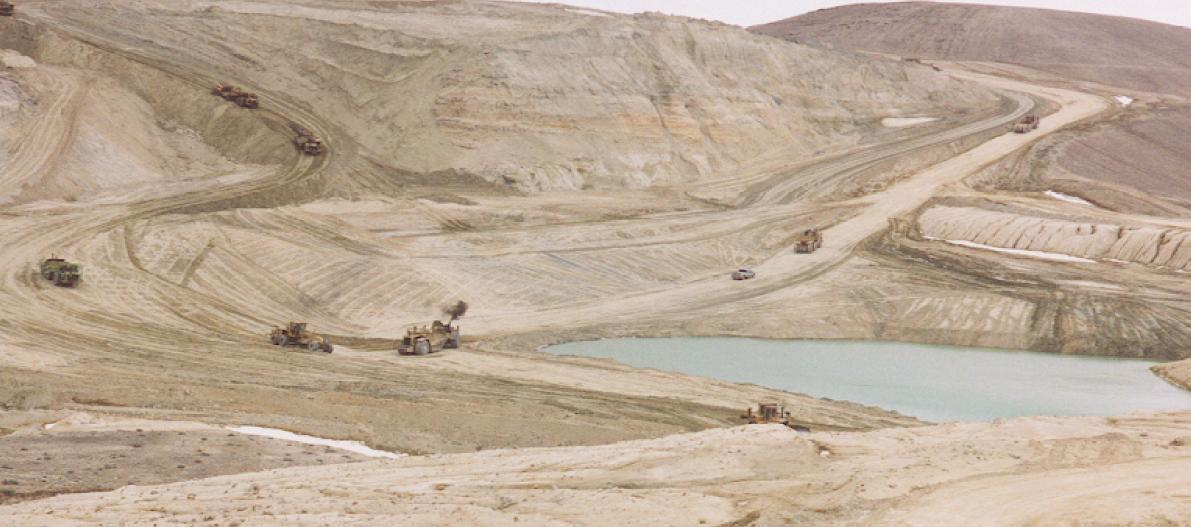
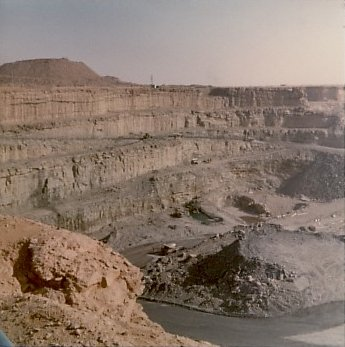

- L'exploitation par lixiviation in situ (ISL) : un premier forage est réalisé, permettant d'injecter dans le sol une solution chimique puis l'uranium dissous par cette solution est récupéré à la surface grâce à un deuxième forage. 22 108 tonnes ont été extraites selon cette technique en 2010, soit 41 % du minerai mondial. Cette technique connaît un important développement essentiellement au Kazakhstan, en Australie et en Mongolie[8].

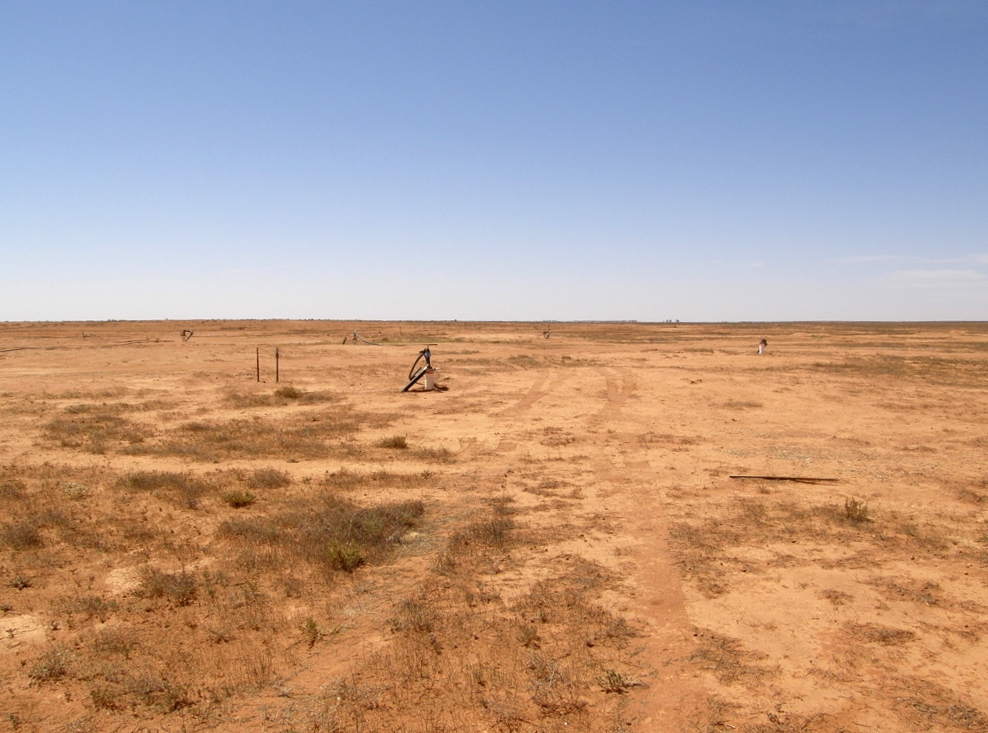
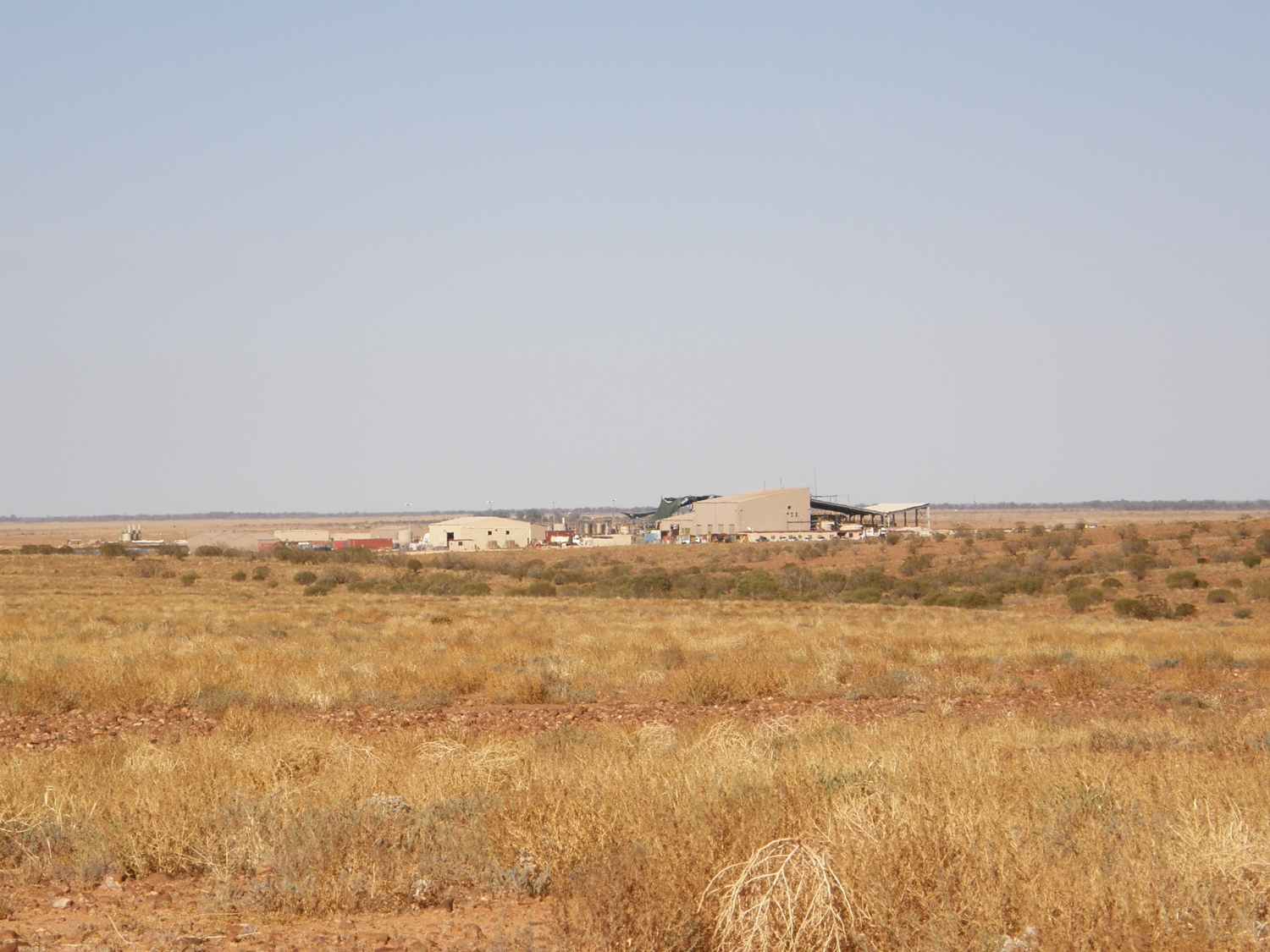
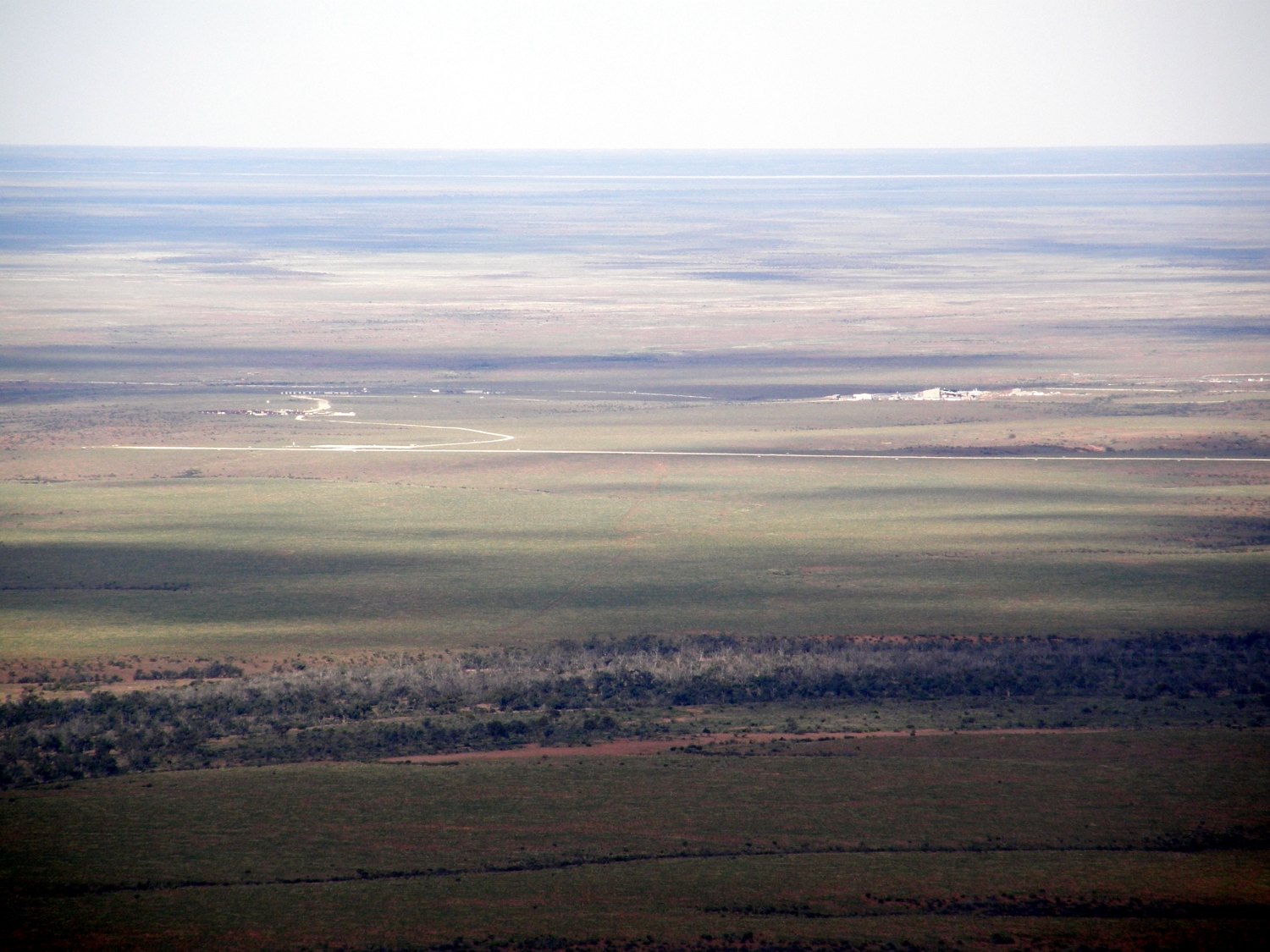

- La coproduction consiste à extraire l'uranium simultanément à l'extraction d'autres minerais, de l'or, du cuivre ou du phosphate. 2 920 tonnes ont été extraites en 2010, soit 5 % du tonnage mondial.

Pour pallier la présence de radioactivité dans la mine d'uranium, l'industrie minière met en place des mesures de sécurité spéciales : par exemple des systèmes d'arrosage et ventilation permanente pour diminuer l'irradiation et réduire les concentrations de poussières et de radon.

### Concentration en «pâtée jaune»

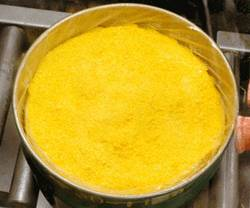
État final, la « pâtée jaune » (yellowcake).

Les faibles concentrations en uranium des minerais extraits rendent son transport économiquement non rentable, et imposent un traitement de concentration sur place.
Le concentré de « pâtée jaune » (yellowcake) est préparé aux abords de la mine par de nombreuses méthodes d'extraction et de raffinage, dépendant du type de minerai. On extrait typiquement environ 500 g de pâtée jaune par tonne de minerai.
Le minerai est tout d'abord réduit mécaniquement en une poudre fine par concassage, en le faisant passer à travers une série de concasseurs et de tamis. Il est ensuite traité par diverses opérations chimiques dans des bains concentrés d'acide, de base, ou de peroxyde, afin de dégager l'uranium par dissolution : attaque chimique (oxydation, lixiviation), puis extraction du métal (échange d'ions, extraction par solvant). La pâtée jaune est obtenue par précipitation de la solution, filtration puis lavage, séchage et emballage. Le résultat est une pâte jaune dont la teneur en uranium est de 750 kg/t.

### Plus grandes mines en exploitation
La production mondiale provient pour 55 % de dix mines, dont quatre sont situées au Kazakhstan.
| Mine                        | Pays       | Propriétaire                | Type        | Production 2010 | Part de la production mondiale |
| --------------------------- | ---------- | --------------------------- | ----------- | --------------- | ------------------------------ |
| McArthur River              | Canada     | Cameco                      | souterrain  | 7 654           | 14 %                           |
| Ranger                      | Australie  | ERA (Rio Tinto : 68 %)      | ciel ouvert | 3 216           | 6 %                            |
| Rössing                     | Namibie    | Rio Tinto : 69 %            | ciel ouvert | 3 077           | 6 %                            |
| Krasnokamensk               | Russie     | ARMZ                        | souterrain  | 2 920           | 5 %                            |
| Arlit                       | Niger      | SOMAÏR/Areva                | ciel ouvert | 2 650           | 5 %                            |
| Tortkuduk                   | Kazakhstan | Katco JV/ Areva             | ISL         | 2 439           | 5 %                            |
| Olympic Dam                 | Australie  | BHP Billiton                | souterrain  | 2 330           | 4 %                            |
| Budenovskoye 2              | Kazakhstan | Karatau JV/Kazatomoprom     | ISL         | 1 708           | 3 %                            |
| South Inkai                 | Kazakhstan | Betpak-Dala JV/ Uranium One | ISL         | 1 701           | 3 %                            |
| Inkai                       | Kazakhstan | Inkai JV/Cameco             | ISL         | 1 642           | 3 %                            |
| Total 10 plus grandes mines |            |                             |             | 29 337          | 54 %                           |

### Mines récemment ouvertes
(mars 2015).
| Année d'ouverture | Pays           | Nom de la mine                    | Production projetée       | Propriétaire                      | Commentaires |
| ----------------- | -------------- | --------------------------------- | ------------------------- | --------------------------------- | --- |
| 2007              | Chine          | Qinlong                           | 100 t/an                  |                                   | |
| 2007              | Kazakhstan     | Kendala JSC- Central Mynkuduk     | 2 000 t/an en 2010        |                                   | |
| 2008              | Kazakhstan     | Kharasan-1                        | 1 000 t/an vers 2010-2012 |                                   | production pilote |
| 2009              | Kazakhstan     | Kharasan-2                        | 2 000 t/an vers 2010-2012 |                                   | production pilote |
| 2009              | Kazakhstan     | Appak LLP-West Mynkuduk           | 1 000 t/an en 2010        |                                   | |
| 2009              | Kazakhstan     | Karatau LLP – Budenovskoye-1      |                           |                                   | production pilote |
| 2009              | Kazakhstan     | Semizbai-U LLP – Irkol            | 750 t/an eb 2010          |                                   | |
| 2009              | Malawi         | Kayelekera                        | 1270 t/an en 2010         |                                   | |
| 2009              | Afrique du Sud | Uranium One – Dominium & Rietkuil | 1 460 t/an en 2010        |                                   | |
| 2010              | Australie      | Honeymoon                         | 340 t/an                  |                                   | Les réserves estimées sont de 3230 tU. |
| 2010              | Australie      | Four Mile                         | 1000 t/an                 |                                   | Les réserves estimées sont de 12 700 t d'une teneur de 0,31 %. |
| 2010              | Inde           | Tummalapalle                      | 215 t/an                  |                                   | |
| 2010              | Kazakhstan     | Kyzylkum LLP – Kharasan-1         | 1000 t/an                 |                                   | 3 000 t/an en 2014 |
| 2010              | Kazakhstan     | Southern Inkai                    | 1000 t/an                 |                                   | |
| 2010              | Kazakhstan     | Baiken-U LLP– Northern Kharasan   | 1 000 t/an                |                                   | 2 000 t/an en 2014 |
| 2010              | Namibie        | Valencia                          | 1 150 t/an                |                                   | |
| 2010              | États-Unis     | Lost Creek                        | 770 t/an                  |                                   | |
| 2010              | États-Unis     | Moore Ranch                       | 770 t/an                  |                                   | |
| 2011              | Inde           | Mohuldih                          | 75 t/an                   |                                   | |
| 2011              | Kazakhstan     | Zhalpak                           | 750 t/an vers 2015        |                                   | |
| 2011              | Kazakhstan     | Akbastau JV JSC – Budenovskoye    | 3 000 t/an vers 2014      |                                   | |
| 2011              | Kazakhstan     | Central Moinkum                   | 500 t/an vers 2018        |                                   | |
| 2011              | Namibie        | Valencia                          | 1 000 t/an                |                                   | |
| 2011              | Niger          | Azelik                            | 700 t/an                  | SOMINA                            | La Société des mines d’Azelik (SOMINA) a été créé le 3 juin 2007 pour exploiter le gisement d'Azelik. La composition de cette société est la suivante : SOPAMIN (gouvernement du Niger) 33 % - SINO-U (Chine) 37,2 % - ZX Joy Invest (Chine) 24,8 % - Trenfield Holdings SA (Sté privée du Niger) 5 %. |
| 2011              | Russie         | Khiagda                           | 1 000 t/an                |                                   | 1 800 t/an vers 2018 |
| 2012              | Brésil         | St. Quitéria/Itataia              | 1 000 t/an                |                                   | Exploitation reportée en 2017 |
| 2012              | Inde           | Killeng-Pyndengsohiong Mawthabah  | 340 t/an                  |                                   | |
| 2012              | Inde           | Lambapur-Peddagattu               | 130 t/an                  |                                   | |
| 2012              | Iran           | Saghand                           | 50 t/an                   |                                   | |
| 2012              | Jordanie       | Central Jordan                    | 2 000 t/an                |                                   | |
| 2012              | Kazakhstan     | Semizbai-U LLP – Semizbai         | 500 t/an                  |                                   | |
| 2012              | Mongolie       | Dornod                            | 1150 t/an                 |                                   | |
| 2013              | Namibie        | Husab                             | 5 700 t/an                |                                   | |
| 2013              | Canada         | Cigar Lake                        | 6 900 t/an                | Cameco - Areva - Idemitsu - TEPCO | Les ressources identifiées sont de 88 200 t d'une teneur moyenne d'environ 16 % U, faisant de cette mine le deuxième plus grand gisement d'uranium du monde à forte teneur en uranium. La propriété est partagée entre Cameco (50,025 %), Areva (37,1 %), Idemitsu (7,875 %) et TEPCO (5 %). Environ la moitié de la première phase du minerai de Cigar Lake sera expédiée sous forme d'une solution d'uranium enrichi de l'usine de McClean Lake vers l'usine de Rabbit Lake pour le traitement final. |
| 2013              | Canada         | Midwest                           | 2 300 t/an                |                                   | Les réserves sont estimées à 16 700 tU. |
| 2014              | Russie         | Gornoe                            | 600 t/an                  |                                   | |
| 2014              | Russie         | Olovskaya                         | 600 t/an                  |                                   | |
| 2015              | Russie         | Elkon                             | 5 000 t/an                |                                   | |
| 2015              | Russie         | Novokonstantinovskoye             | 1 500 t/an                |                                   | |

### Projets de mines abandonnés
| Année d'ouverture | Pays    | Nom de la mine | Production projetée | Propriétaire            | Commentaires |
| ----------------- | ------- | -------------- | ------------------- | ----------------------- | --- |
| 2011              | Namibie | Trekkopje      | 1 600 t/an          | Areva                   | « Gel » du projet en 2012 après un investissement de plus d'un milliard d'euros.                                |
| 2013              | Niger   | Imouraren      | 5 000 t/an          | SOPAMIN / Areva / Kepco | Après un investissement de plus de 1,6 milliard de dollars, le projet Imouraren est « gelé » par Areva en 2014. |

## Économie minière de l'uranium dans le monde

### Production mondiale

Évolution de la production mondiale en uranium entre 1945 et 2010.

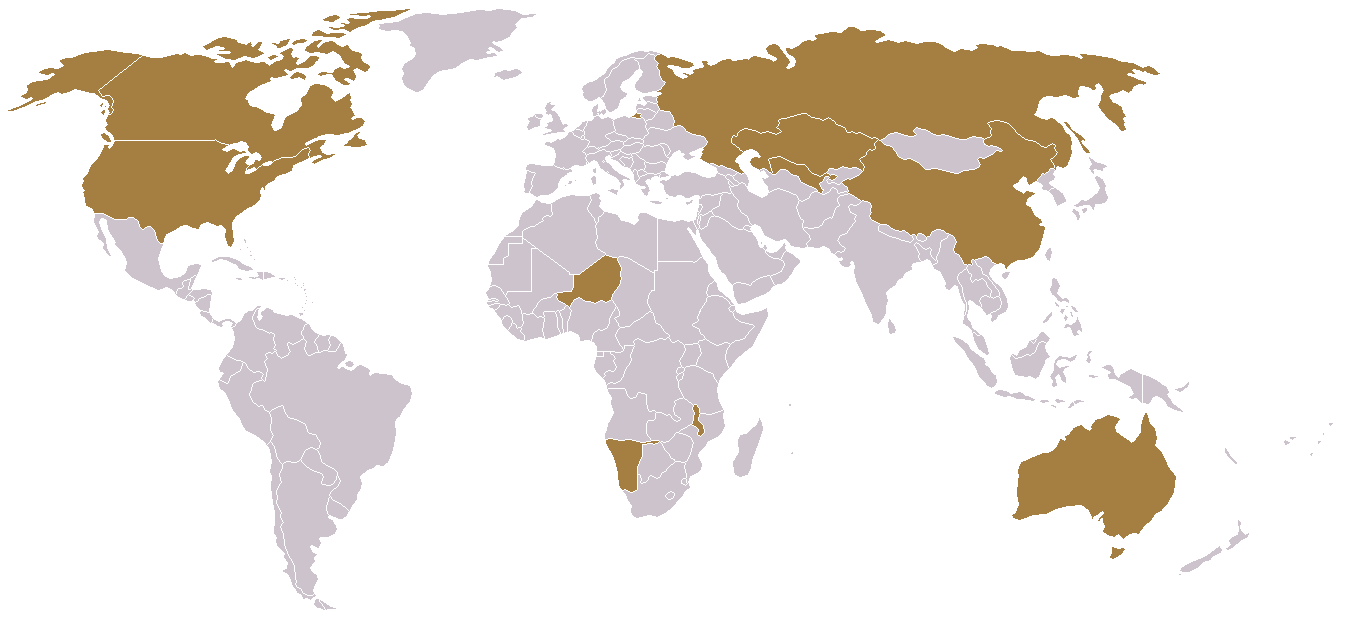
Dix pays produisent en 2010 96 % de l'uranium extrait dans le monde.

La demande en uranium a connu un pic historique à partir des années 1950, avec le début de la course aux armements nucléaires de la guerre froide. La demande militaire s'atténua dans les années 1960, et à la fin des années 1970, les programmes d'acquisition s'achevèrent, un niveau de destruction mutuellement assuré (MAD) étant atteint.
Les années 1970 virent une nouvelle demande émerger avec le démarrage de l'énergie nucléaire civile, et la construction de centrales nucléaires. Cette demande s'effondra au début des années 1980, d'une part parce que les constructions de centrales étaient achevées, et d'autre part parce que la pression d'opinion antinucléaire à la suite des catastrophes de Three Mile Island et surtout de Tchernobyl entraîna dans de nombreux pays un moratoire de fait sur la construction de nouvelles centrales.
Le graphique comparatif de l'offre et de la demande entre 1945 et 2010, établi sur la base des données de la World nuclear Association, fait apparaître sur certaines périodes une différence entre la demande et l'offre. Ce manque de ressources a pu atteindre en particulier entre 25 % et 48 % des besoins pour alimenter les réacteurs entre 2000 et 2008. Les apports qui ont permis de répondre à la demande proviennent de ressources secondaires : les stocks commerciaux précédemment accumulés, les matières issues de la réduction des stocks de matières militaires, consécutivement à la réduction des arsenaux des deux superpuissances et, beaucoup plus faiblement, des matières issues du recyclage via le traitement des combustibles usés du cycle civil.
En 2010, les trois principaux pays producteurs d'uranium sont le Kazakhstan, le Canada et l'Australie. À eux trois, ils se partagent 62 % du marché mondial qui atteignait cette année 53 663 tonnes.
- Le Kazakhstan qui ne produisait que 3 300 tonnes en 2003 a vu sa production multipliée par 5, passant à 14 020 tonnes en 2010, prenant ainsi le rang de premier producteur mondial, avec 33 % de la production ;
- Le Canada voit sa progression maintenue entre 2003 et 2010, s'infléchissant légèrement, passant de 10 457 tonnes à 9 783 tonnes, sa part du marché mondial passant de 29 % en 2003 à 18 % en 2010 ;
- L'Australie connaît également une baisse d'exploitation, le tonnage d'uranium extrait passant de 7 572 à 5 900, et la part dans le marché mondial de 21 % à 11 %.

Trois autres pays produisent entre 5 % et 10 % de la production mondiale. Il s'agit de la Namibie (4 496 tonnes - 8 %), du Niger (4 198 tonnes - 8 %), et de la Russie (3 562 tonnes - 7 %). Le reste de la production (moins de 15 %) se partage entre petits producteurs tels notamment l'Afrique du Sud, l'Ouzbékistan, l'Ukraine et les États-Unis.
L'évolution des productions d'uranium par pays producteur entre 2003 et 2019 est, selon les statistiques de la world nuclear association, la suivante.
| Pays                             | 2003   | 2004   | 2005   | 2006   | 2007   | 2008   | 2009   | 2010   | 2011   | 2012   | 2013   | 2014   | 2015   | 2016   | 2017   | 2018   | 2019   | Taux 2019 |
| -------------------------------- | ------ | ------ | ------ | ------ | ------ | ------ | ------ | ------ | ------ | ------ | ------ | ------ | ------ | ------ | ------ | ------ | ------ | --------- |
| Kazakhstan                       | 3 300  | 3 719  | 4 357  | 5 279  | 6 637  | 8 521  | 14 020 | 17 803 | 19 451 | 21 317 | 22 451 | 23 127 | 23 607 | 24 586 | 23 321 | 21 705 | 22 808 | 42 %      |
| Canada                           | 10 457 | 11 597 | 11 628 | 9 862  | 9 476  | 9 000  | 10 173 | 9 783  | 9 145  | 8 999  | 9 331  | 9 134  | 13 325 | 14 039 | 13 116 | 7 001  | 6 938  | 13 %      |
| Australie                        | 7 572  | 8 982  | 9 516  | 7 593  | 8 611  | 8 430  | 7 982  | 5 900  | 5 983  | 6 991  | 6 350  | 5 001  | 5 654  | 6 315  | 5 882  | 6 517  | 6 613  | 12 %      |
| Namibie                          | 2 036  | 3 038  | 3 147  | 3 067  | 2 879  | 4 366  | 4 626  | 4 496  | 3 258  | 4 495  | 4 323  | 3 255  | 2 993  | 3 654  | 4 224  | 5 525  | 5 476  | 10 %      |
| Niger                            | 3 143  | 3 282  | 3 093  | 3 434  | 3 153  | 3 032  | 3 243  | 4 198  | 4 351  | 4 667  | 4 518  | 4 057  | 4 116  | 3 479  | 3 449  | 2 911  | 2 983  | 6 %       |
| Russie                           | 3 150  | 3 200  | 3 431  | 3 262  | 3 413  | 3 521  | 3 564  | 3 562  | 2 993  | 2 872  | 3 135  | 2 990  | 3 055  | 3 004  | 2 917  | 2 904  | 2 911  | 6 %       |
| Ouzbékistan (estim.)             | 1 598  | 2 016  | 2 300  | 2 260  | 2 320  | 2 338  | 2 429  | 2 400  | 2 500  | 2 400  | 2 400  | 2 400  | 2 385  | 2 404  | 2 404  | 2 404  | 2 404  | 5 %       |
| Chine (estim.)                   | 750    | 750    | 750    | 750    | 712    | 769    | 750    | 827    | 885    | 1 500  | 1 500  | 1 500  | 1 616  | 1 616  | 1 885  | 1 885  | 1 885  | 4 %       |
| Ukraine                          | 800    | 800    | 800    | 800    | 846    | 800    | 840    | 850    | 890    | 960    | 922    | 926    | 1 200  | 1 005  | 550    | 1 180  | 801    | 1 %       |
| Afrique du Sud (estim.)          | 758    | 755    | 674    | 534    | 539    | 655    | 563    | 583    | 582    | 465    | 531    | 573    | 393    | 490    | 308    | 346    | 346    | 1 %       |
| Inde (estim.)                    | 230    | 230    | 230    | 177    | 270    | 271    | 290    | 400    | 400    | 385    | 385    | 385    | 385    | 385    | 421    | 432    | 308    | 1 %       |
| Iran (estim.)                    | 0      | 0      | 0      | 0      | 0      | 0      | 0      | 0      | 0      | 0      | 0      | 0      | 38     | 0      | 40     | 71     | 71     | 0 %       |
| États-Unis                       | 779    | 878    | 1 039  | 1 672  | 1 654  | 1 430  | 1 453  | 1 660  | 1 537  | 1 596  | 1 792  | 1 919  | 1 256  | 1 125  | 940    | 582    | 67     | 0 %       |
| Pakistan (estim.)                | 45     | 45     | 45     | 45     | 45     | 45     | 50     | 45     | 45     | 45     | 45     | 45     | 45     | 45     | 45     | 45     | 45     | 0 %       |
| République tchèque               | 452    | 412    | 408    | 359    | 306    | 263    | 258    | 254    | 229    | 228    | 215    | 193    | 155    | 138    | 0      | 0      | 0      | 0 %       |
| Roumanie                         | 90     | 90     | 90     | 90     | 77     | 77     | 75     | 77     | 77     | 90     | 77     | 77     | 77     | 50     | 0      | 0      | 0      | 0 %       |
| Brésil                           | 310    | 300    | 110    | 190    | 299    | 330    | 345    | 148    | 265    | 326    | 192    | 55     | 40     | 44     | 0      | 0      | 0      | 0 %       |
| Malawi                           |        |        |        |        |        |        | 104    | 670    | 846    | 1 101  | 1 132  | 369    | 0      | 0      | 0      | 0      | 0      | 0 %       |
| France                           | 0      | 7      | 7      | 5      | 4      | 5      | 8      | 7      | 2      | 0      | 0      | 0      | 0      | 0      | 0      | 0      | 0      | 0 %       |
| Allemagne                        | 104    | 77     | 94     | 65     | 41     | 0      | 0      | 0      | 0      | 0      | 0      | 0      | 0      | 0      | 0      | 0      | 0      | 0 %       |
| Monde                            | 35 574 | 40 178 | 41 719 | 39 444 | 41 282 | 43 853 | 50 772 | 53 663 | 53493  | 58 493 | 59 331 | 56 041 | 60 304 | 62 379 | 59 462 | 53 498 | 53 656 |           |
| Tonnes U3O8                      | 41 944 | 47 382 | 49 199 | 46 516 | 48 683 | 51 716 | 59 875 | 63 285 | 63 082 | 68 974 | 69 966 | 66 087 | 71 113 | 73 560 | 70 120 | 63 087 | 63 273 |           |
| Pourcentage des besoins mondiaux |        |        | 65 %   | 63 %   | 64 %   | 68 %   | 78 %   | 84 %   | 87 %   | 94 %   | 91 %   | 85 %   | 98 %   | 96 %   | 93 %   | 80 %   | 79 %   |           |

### Producteurs
En 2010, dix compagnies se partagent 87 % du marché de l'extraction de l'uranium dans le monde.
| Entreprise   | Uranium extrait en 2010 (tonnes) | taux mondial |
| ------------ | -------------------------------- | ------------ |
| Cameco       | 8 758                            | 16 %         |
| Areva        | 8 319                            | 16 %         |
| Kazatomprom  | 8 116                            | 15 %         |
| Rio Tinto    | 6 293                            | 12 %         |
| ARMZ         | 4 311                            | 8 %          |
| Uranium One  | 2 855                            | 5 %          |
| Navoi        | 2 400                            | 4 %          |
| BHP Billiton | 2 330                            | 4 %          |
| Paladin      | 2 089                            | 4 %          |
| Sopamin      | 1 450                            | 3 %          |
| AngloGold    | 563                              | 1 %          |
| Denison      | 555                              | 1 %          |
| Heathgate    | 354                              | 1 %          |
| Mestena      | 288                              | 1 %          |
| Autres       | 4 982                            | 9 %          |
| Total        | 53 663                           | 100 %        |

### Réserves mondiales

Répartition des réserves mondiales d'uranium (AIEA, Livre rouge 2010).

Les ressources en uranium se subdivisent en diverses catégories par degrés de connaissance géologique et par catégorie de coût de récupération de l’uranium. On distingue les « ressources identifiées », regroupant des ressources raisonnablement assurées (RRA) et des ressources « inférées » (IR), à savoir des gisements découverts, étudiés et correctement évalués. Selon les analyses, de l'AIEA, les ressources mondiales identifiées s'élevaient en 2005 à 4,75 millions de tonnes d'uranium (pour un coût d'extraction inférieur à 130 US$/kg), auxquelles s’ajouteraient potentiellement 10 Mt de ressources non découvertes, catégorie hautement spéculative[réf. incomplète]. Ces ressources permettraient, selon l'AIEA, de faire fonctionner le parc 2005 de réacteurs à eau légère pendant 70 ans,.
Au 1er janvier 2009, les ressources identifiées s'élevaient à 5,4 millions de tonnes d'uranium.
| Ressources identifiées au 1er janvier 2009 | Ressources identifiées au 1er janvier 2009 | Ressources identifiées au 1er janvier 2009 | Ressources identifiées au 1er janvier 2009 | Ressources identifiées au 1er janvier 2009 | Ressources identifiées au 1er janvier 2009 |
| Pays                                       | Tonnage d'uranium par coût d'extraction\|  | Tonnage d'uranium par coût d'extraction\|  | Tonnage d'uranium par coût d'extraction\|  | Tonnage d'uranium par coût d'extraction\|  | Taux %                                     |
| Pays                                       | < 40 US$/kg                                | < 80 US$/kg                                | < 130 US$/kg                               | < 260 US$/kg                               | (< 130 US$/kg)                             |
| ------------------------------------------ | ------------------------------------------ | ------------------------------------------ | ------------------------------------------ | ------------------------------------------ | ------------------------------------------ |
| Australie                                  | NA                                         | 1 612 000                                  | 1 673 000                                  | 1 679 000                                  | 31 %                                       |
| Kazakhstan                                 | 44 400                                     | 475 500                                    | 651 800                                    | 832 000                                    | 12 %                                       |
| Canada                                     | 366 700                                    | 447 400                                    | 485 300                                    | 544 700                                    | 9 %                                        |
| Russie                                     | 0                                          | 158 100                                    | 480 300                                    | 566 300                                    | 9 %                                        |
| Afrique du Sud                             | 153 300                                    | 232 900                                    | 295 600                                    | 295 600                                    | 5 %                                        |
| Namibie                                    | 0                                          | 2 000                                      | 284 200                                    | 284 200                                    | 5 %                                        |
| Brésil                                     | 139 900                                    | 231 300                                    | 278 700                                    | 278 700                                    | 5 %                                        |
| Niger                                      | 17 000                                     | 73 400                                     | 272 900                                    | 275 500                                    | 5 %                                        |
| États-Unis                                 | 0                                          | 39 000                                     | 207 400                                    | 472 100                                    | 4 %                                        |
| Chine                                      | 67 400                                     | 150 000                                    | 171 400                                    | 171 400                                    | 3 %                                        |
| Ouzbékistan                                | 0                                          | 86 200                                     | 114 600                                    | 114 600                                    | 2 %                                        |
| Jordanie                                   | 0                                          | 111 800                                    | 111 800                                    | 111 800                                    | 2 %                                        |
| Ukraine                                    | 5 700                                      | 53 500                                     | 105 000                                    | 223 600                                    | 2 %                                        |
| Inde                                       | 0                                          | 0                                          | 80 200                                     | 80 200                                     | 1 %                                        |
| Mongolie                                   | 0                                          | 41 800                                     | 49 300                                     | 49 300                                     | 1 %                                        |
| Algérie                                    | 0                                          | 0                                          | 19 500                                     | 19 500                                     | <1 %                                       |
| Argentine                                  | 0                                          | 11 400                                     | 19 100                                     | 19 100                                     | <1 %                                       |
| Malawi                                     | 0                                          | 8 100                                      | 15 000                                     | 15 000                                     | <1 %                                       |
| République centrafricaine                  | 0                                          | 0                                          | 12 000                                     | 12 000                                     | <1 %                                       |
| Espagne                                    | 0                                          | 2 500                                      | 11 300                                     | 11 300                                     | <1 %                                       |
| Suède                                      | 0                                          | 0                                          | 10 000                                     | 10 000                                     | <1 %                                       |
| Slovénie                                   | 0                                          | 0                                          | 9 200                                      | 9 200                                      | <1 %                                       |
| Turquie                                    | 0                                          | 0                                          | 7 300                                      | 7 300                                      | <1 %                                       |
| Portugal                                   | 0                                          | 4 500                                      | 7 000                                      | 7 000                                      | <1 %                                       |
| Roumanie                                   | 0                                          | 0                                          | 6 700                                      | 6 700                                      | <1 %                                       |
| Japon                                      | 0                                          | 0                                          | 6 600                                      | 6 600                                      | <1 %                                       |
| Gabon                                      | 0                                          | 0                                          | 4 800                                      | 5 800                                      | <1 %                                       |
| Indonésie                                  | 0                                          | 0                                          | 4 800                                      | 6 000                                      | <1 %                                       |
| Italie                                     | 0                                          | 0                                          | 4 800                                      | 6 100                                      | <1 %                                       |
| Pérou                                      | 0                                          | 0                                          | 2 700                                      | 2 700                                      | <1 %                                       |
| Finlande                                   | 0                                          | 0                                          | 1 100                                      | 1 100                                      | <1 %                                       |
| République tchèque                         | 0                                          | 500                                        | 500                                        | 500                                        | <1 %                                       |
| France                                     | 0                                          | 0                                          | 100                                        | 9 100                                      | <1 %                                       |
| Chili                                      | 0                                          | 0                                          | 0                                          | 1 500                                      | 0 %                                        |
| République démocratique du Congo           | 0                                          | 0                                          | 0                                          | 2 700                                      | 0 %                                        |
| Danemark                                   | 0                                          | 0                                          | 0                                          | 85 600                                     | 0 %                                        |
| Égypte                                     | 0                                          | 0                                          | 0                                          | 1 900                                      | 0 %                                        |
| Allemagne                                  | 0                                          | 0                                          | 0                                          | 7 000                                      | 0 %                                        |
| Grèce                                      | 0                                          | 0                                          | 0                                          | 7 000                                      | 0 %                                        |
| Hongrie                                    | 0                                          | 0                                          | 0                                          | 8 600                                      | 0 %                                        |
| Iran                                       | 0                                          | 0                                          | 0                                          | 2 200                                      | 0 %                                        |
| Mexique                                    | 0                                          | 0                                          | 0                                          | 1 800                                      | 0 %                                        |
| Slovaquie                                  | 0                                          | 0                                          | 0                                          | 10 200                                     | 0 %                                        |
| Somalie                                    | 0                                          | 0                                          | 0                                          | 7 600                                      | 0 %                                        |
| Tanzanie                                   | 0                                          | 0                                          | 0                                          | 28 400                                     | 0 %                                        |
| Vietnam                                    | 0                                          | 0                                          | 0                                          | 6 400                                      | 0 %                                        |
| Zimbabwe                                   | 0                                          | 0                                          | 0                                          | 1 400                                      | 0 %                                        |
| Total                                      | 794 400                                    | 3 741 900                                  | 5 404 000                                  | 6 298 500                                  | %                                          |

### Adéquation entre offre et demande
Pour répondre aux besoins, les ressources identifiées doivent faire l'objet d'une extraction et les ressources non découvertes doivent être découvertes et exploitées. Or, les conditions du marché sont le principal moteur de développement et de décisions de lancement de nouveaux projets de centres de production. Avec l'augmentation du prix de l'uranium depuis 2003, et malgré une baisse depuis la mi-2007, des projets pour accroître la capacité de production sont apparus dans différents pays. Certains, notamment le Kazakhstan, mais aussi l'Australie, le Brésil, le Canada, la Namibie, le Niger, la fédération de Russie et l'Afrique du Sud, ont fait état de projets pour augmenter de manière conséquente leur capacité de production future. En outre de nouveaux pays émergent : le Malawi a maintenant une mine d'extraction et la Jordanie envisage de commencer la production dans un proche avenir. Toutefois, la hausse des coûts d'exploitation minière et de recherche et développement, la baisse des prix du marché depuis 2007 ont entraîné des retards dans certains de ces projets.

Évolution estimée de l'offre et de la demande entre 2010 et 2035.

Parallèlement à l'évolution de la capacité de production, les besoins devraient augmenter jusqu'à 2035. Deux hypothèses sont prises en compte par l'AIEA. L'hypothèse haute, scénario de la World Nuclear Association (WNA) publié en 2005, correspond à un doublement d’ici 2030 de la puissance installée, qui passerait ainsi de 370 GWe à 740 GWe. Sur la base d’un parc essentiellement constitué de réacteurs à eau légère existants et progressivement renouvelés par des homologues de troisième génération auxquels s’ajoutent les nouveaux réacteurs du même type, les consommations d’uranium passeraient ainsi de 66 000 t/an à 159 000 t/an.
Les plans de développement connus en 2009 sont censés couvrir les besoins mondiaux, s'ils sont mis en œuvre avec succès, même dans le cas de cette hypothèse haute, pendant une grande partie de cette période 2010-2035, même sans l'apport de ressources secondaires. Ces ressources secondaires devraient continuer à être une composante d'approvisionnement pour les années à venir, bien que les informations disponibles sur celles-ci ne permettent pas de préciser combien de temps elles contribueront à satisfaire la demande future. En 2007, Georges Capus, expert auprès d'Areva, constatait que les stocks commerciaux excédentaires étaient proches de zéro et ceux de matières militaires réputés mobilisables devaient arriver à épuisement en 2013.
Si toutes les mines existantes et commandées produisent au niveau de leur capacité de production déclarée, l'hypothèse haute devrait être atteinte d'ici 2020. Si on prend en compte les mines prévues et envisagées, le niveau haut devrait être atteint en 2029. La capacité de production des centres de production existants et commandés ne devrait par contre satisfaire en 2035 qu'environ 78 % des besoins en cas d'hypothèse basse et 49 % des besoins en cas d'hypothèse haute. Dans le cas de l'hypothèse basse, les mines existantes additionnées à celles prévues et envisagées devraient permettre de satisfaire la demande jusqu'en 2035, mais ne permettraient pas de répondre à l'hypothèse haute (79 % des besoins de l'hypothèse haute en 2035).
Le défi sera de combler l'écart entre la production mondiale et les besoins en uranium (particulièrement dans le cas de l'hypothèse haute). Il conviendra en particulier de confirmer avant 2030 la réalité des ressources spéculatives, évaluées essentiellement sur des bases théoriques. Le réseau « Sortir du nucléaire », s'appuyant en particulier sur les constatations de l’Energy Watch Group (en) affirmant que l'exploration accrue de ces dernières années n’a en fait provoqué aucune augmentation significative des ressources répertoriées, en doute,.
Ainsi Georges Camus, expert auprès de Areva, et le réseau Sortir du nucléaire arrivent à la même conclusion, à savoir qu'une tension sur l'uranium est quasiment certaine au milieu du XXIe siècle. Ils divergent toutefois sur les solutions : le premier préconise de se préparer pour disposer d'un parc de réacteurs à neutrons rapides vers 2040-2050, bien moins exigeant en ressources d'uranium, le second propose de se désengager du nucléaire[réf. nécessaire].

### Cours de l'uranium

Évolution du prix spot de l'uranium depuis 1978 (indicateur Trade Tech) - 1 kg d'uranium = 2,6 lb d'.

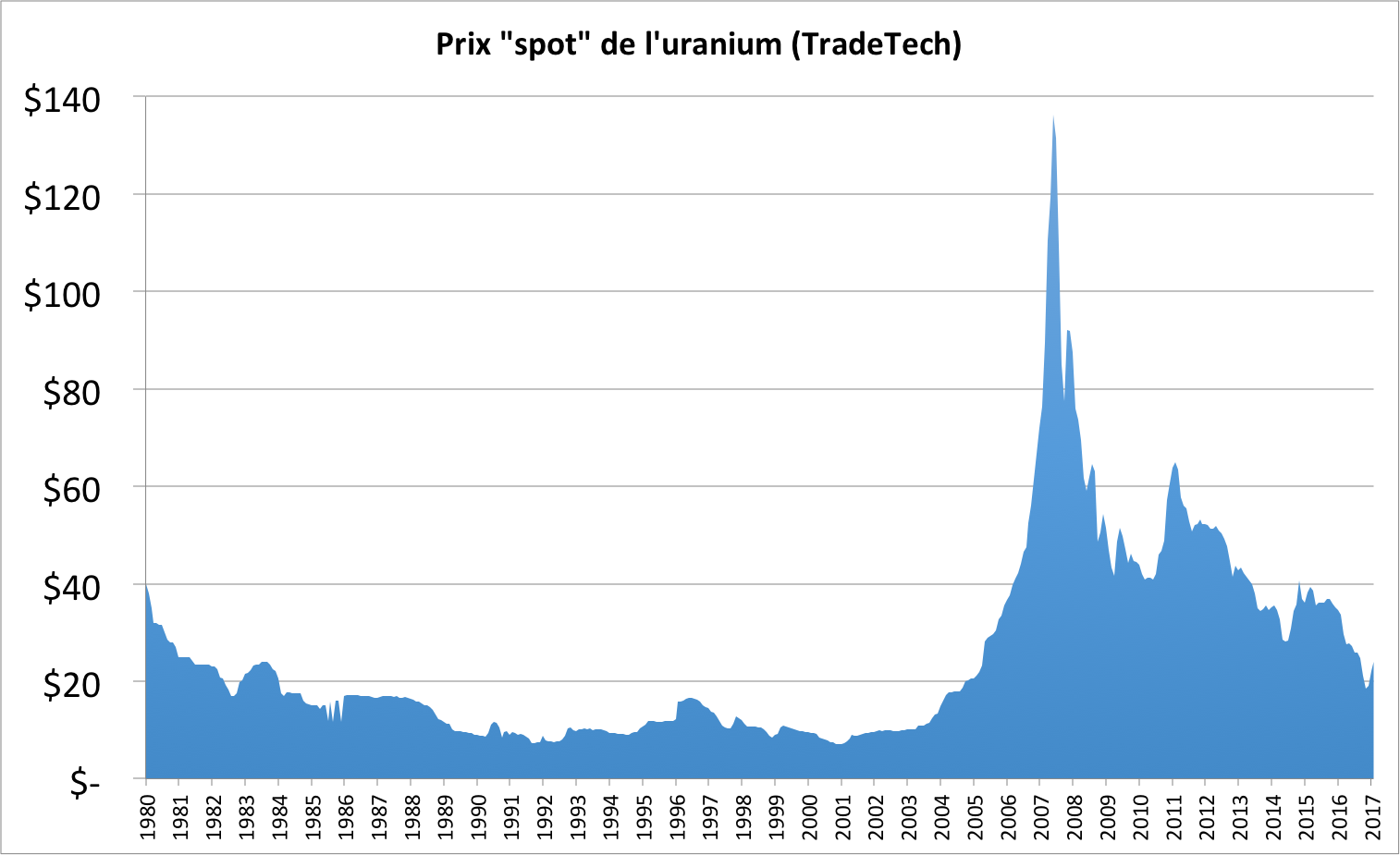
Prix spot de l'uranium en dollars par livre jusqu'en 2017.

Le prix de l'uranium avait atteint 43 US$/lb U3O8 en 1978. La surproduction d'uranium qui durait depuis le début des années 1990 conjuguée avec la disponibilité de ressources secondaires ont conduit à une baisse du prix dans les années 1980 jusqu'en 1994 où ils ont atteint leur niveau le plus bas en 25 ans. L'importante baisse et la nouvelle demande en uranium ont entraîné un léger sursaut jusqu'en 1996 où la baisse a repris pour atteindre un plus bas niveau en 2001 avec 7 US$/lb en 2001.
Depuis 2001, son prix est remonté de manière spectaculaire pour atteindre un sommet en juin 2007 à 136 US$/lb avant de retomber à 85 US$/lb en octobre 2007. Cette hausse est due à de nombreux facteurs structurels :
- le moratoire sur les centrales nucléaires tend à prendre fin, à la suite du protocole de Kyoto, l'énergie nucléaire étant peu productrice de gaz à effet de serre ;
- la consommation mondiale en énergies fossiles (gaz et pétrole) en tire les prix vers le haut, et accélère l'épuisement des réserves. Le passage à une énergie de substitution est préparé dès à présent ;
- le prix du kilowatt-heure nucléaire ne cesse de baisser, ce qui en fait une source toujours plus attractive économiquement, bien que le coût de démantèlement des centrales qui arrivent au terme de leur exploitation ne soit toujours pas pleinement pris en compte.

La lente remontée des cours à partir de 2010 vers 73 USD s'est brutalement arrêtée en mars 2011 avec l'Accident nucléaire de Fukushima entraînant la décision de fermetures de nombreux réacteurs en Allemagne et en Belgique notamment. Les cours se stabilisent entre septembre 2011 et l'été 2012 vers 50-52 USD.
Il est également possible de recourir à de l'uranium recyclé. En 2022, l'uranium déchargé des centrales françaises est recyclé en Russie,.

## Sûreté nucléaire et impacts socioenvironnementaux
Le minerai d'uranium est faiblement radioactif, sans danger dans son état naturel. Cependant, l'activité minière rend son uranium plus mobile et biodisponible. Plus de 80 % des radioisotopes sont encore présents dans les déblais miniers abandonnés en surface. Le vent et le ruissellement diffusent alors des particules radioactives dans l'eau, l'air, les sols et les écosystèmes, notamment par les nappes phréatiques. Les résidus miniers sont ainsi la source la plus importante d'exposition aux radiations pour l'ensemble du cycle d'exploitation de l'énergie nucléaire.
Une mine d'uranium en exploitation produit des déchets sous diverses formes :
- des rejets atmosphériques : le radon et les poussières radioactives. L'un des rejets les plus dangereux d'une mine d'uranium est le radon, un gaz rare invisible et inodore qui se propage depuis les installations de conditionnement et les collines de déblais ou les réservoirs de déchets liquides. Le radon entraîne un risque de cancer du poumon ;
- des rejets liquides : l'eau d'exhaure créée par les forages et l'évacuation d'eaux de ruissellement à l'intérieur de la mine peut être plus ou moins bien traitée avant rejet.
- des déchets solides : les boues et les précipités en provenance du traitement des effluents liquides ;
- des stériles : les roches extraites qui ne contiennent que trop peu d'uranium pour être exploitées. Ces roches ne sont pas traitées. La quantité des stériles de mines d'uranium atteint des centaines de millions de tonnes. Si les stériles ne sont pas bien couverts et situés, ils rejettent du radon et des poussières radioactives dans l'air et par infiltration d'eau de pluie des matières toxiques et radioactives passent dans les eaux souterraines et superficielles ;
- des minerais pauvres : les minerais dont la teneur en uranium se situe entre 0,03 et 0,8 % environ. Ils ne sont pas toujours traités. Les stocks posent les mêmes problèmes que les stériles, aggravés par la teneur supérieure en uranium.

Ces déchets exposent l'environnement à la radioactivité des radioisotopes. Ils peuvent entraîner une contamination radioactive des humains et de tous les organismes vivants[Combien ?].
Dans l'air, le taux d'uranium est très faible, surtout présent sous forme de poussières qui retombent au sol, sur les plantes et dans les eaux de surface, souvent ensuite retrouvé dans les sédiments ou dans les couches les plus profondes du sol, où il se mélange avec l'uranium déjà présent.
Dans l'eau, l'uranium est principalement dissous et issu des roches et des sols. Localement, de l'uranium est présent dans les particules en suspension. La teneur de l'eau potable en uranium est généralement très faible, et sans risque pour le consommateur. L'uranium n'a pas tendance à s'accumuler dans les poissons ou les légumes[réf. nécessaire] ; il est absorbé est éliminé rapidement dans les urines et les fèces[réf. nécessaire].
Dans le sol, on trouve des concentrations diverses d'uranium, elles sont en général très faibles. L'homme augmente les quantités d'uranium dans le sol du fait de ses activités industrielles. L'uranium présent dans le sol se combine avec d'autres composés, et peut rester dans le sol pendant des années sans rejoindre les eaux souterraines. Les concentrations en uranium sont souvent plus élevées dans les sols riches en phosphate, mais ceci ne représente pas un problème car ces concentrations ne dépassent souvent pas la valeur limite pour un sol non contaminé. Les plantes absorbent l'uranium par leurs racines et l'y stockent. Les légumes-racines, tels que les radis, peuvent donc contenir des concentrations en uranium plus élevées que la normale.
Les déchets miniers peuvent localement libérer de quantités significatives d'uranium dans l'environnement. Certains déchets ont, outre une radiotoxicité, une toxicité chimique intrinsèque (ex. : acide sulfurique et métaux lourds issus du traitement du minerai d'uranium). Les nuisances d'une mine sont aussi liées à :
- son type de minerai ;
- sa surface totale, le volume de ses stériles, ses infrastructures annexes et d'accès ;
- les impacts sociaux et sanitaires pour les populations vivant sur le site d'exploitation ou à proximité (exemples aux États-Unis, Canada, Afrique (Niger…), Australie, Tibet (voir Sun Xiaodi), etc.).

La CRIIRAD a mené, en décembre 2003, une inspection à Arlit (Niger) où se trouvent des mines d'uranium exploitées par l'industrie nucléaire française (Cogéma-Areva). Son rapport final pointe de nombreuses irrégularités, bien que l'inspection ait été perturbée par la confiscation du matériel et diverses obstructions de la part des autorités nigériennes et de la Cogéma.
Selon l'Institut écologique d'Autriche, l'exploitation des mines d'uranium et les opérations de traitement du combustible usé sont les étapes du cycle du combustible nucléaire qui contribuent le plus aux doses radiatives dues à l'énergie nucléaire (en tenant compte d'un fonctionnement normal et des incidents, c'est-à-dire en excluant les essais nucléaires et les accidents graves tels que la catastrophe de Tchernobyl).
Pour le président de la commission canadienne de sûreté nucléaire, « Les activistes, les médecins praticiens et les politiciens qui ont demandé un moratoire sur l'extraction de l'uranium peuvent avoir des raisons variées de le faire, mais leurs allégations relatives à une mise en danger du public ou de l'environnement sont fondamentalement fausses ; elles sont contredites par des années d'investigations scientifiques et de constats objectifs »
L'utilisation des stériles miniers, résidus de traitement de minerai d'uranium, ont par endroits été utilisés comme remblais sous des habitations. Selon Areva, ceci peut conduire à des concentrations de radon radioactifs à l'intérieur des habitations, notamment en l'absence de ventilation adaptée au risque.
Une étude menée entre 2012 et 2014 sur le bassin versant de la Dordogne par l'IRSN, sur la base d’une démarche pluraliste menée avec les acteurs du territoire, conclut que les mines d'uranium n'ont « pas d'impact perceptible sur l'environnement ».

## Fin d'exploitation, réhabilitation d'anciennes mines
Les codes miniers (différents selon les pays) imposent de plus en plus que l'exploitant (public ou privé) s'engage à réhabiliter le paysage, en veillant, en fin d'exploitation, à limiter au maximum les dégâts environnementaux à venir.

### Besoin en radioprotection
D'une manière générale, il est normal de retrouver de la radioactivité sur un ancien site minier d'uranium ou de thorium, mais une radioactivité même élevée n'atteint pas nécessairement un niveau où des mesures de radioprotection doivent être mises en œuvre.
- Le « niveau normal » ou « niveau naturel » de radioactivité dans la nature correspond à une exposition permanente de l'ordre de 0,1 µSv h−1.
- Le seuil de référence édicté par l’Union Européenne en dessous duquel une exposition à des rayonnements est « en pratique négligeable »[23] du point de vue de la protection contre les rayonnements, et n'impose donc pas de déclaration réglementaire, est de 1 μSv h−1, soit dix fois le niveau normal.
- En France et en 2015, la limite réglementaire pour l'exposition du public aux rayonnements artificiels, en dessous de laquelle il n'est pas nécessaire de mettre en place une zone surveillée radiologique, est de 2,5 µSv h−1, ou 1 mSv par an (Code de la santé publique, Article R1333-8), ce qui représente vingt cinq fois ce niveau naturel — sans conséquence particulière attendue.
- Cependant, l'exposition de la population aux rayonnements naturels dépasse parfois fortement ces limites réglementaires dans de larges régions comme le Kerala en Inde[24], qui peut atteindre une moyenne de 3,7 µSv h−1, ou dans les quartiers à radioactivité naturelle élevée de la ville de Ramsar en Iran (exposition moyenne de 1,14 µSv h−1 mais pouvant atteindre 30 µSv h−1 dans certaines habitations)[25],[26], soit une trentaine de fois le niveau en pratique négligeable, ou encore trois cents fois le niveau normal, sans qu'aucun effet néfaste n'ait jamais été constaté sur ces populations.
- À plus de mille fois le niveau naturel, cent fois le niveau négligeable, et plus de trente fois la limite légale, l'expérimentation ne rencontre toujours pas d'effets détectables sur le plan biologique : des souris exposées à 120 µGy h−1 pendant cinq semaines ne montrent pas d'effet détectable sur l'ADN[27], bien que la dose totale (0,1 Gy) entraîne des dommages détectables quand elle est reçue en une seule fois.
- Il faut en pratique un débit de dose supérieur à 1 000 µSv h−1, et pour des animaux le subissant en permanence, pour commencer à voir apparaître des effets néfastes pour de tels débits de dose :  Des rats mâles restent fertiles pendant 10 générations s'ils sont exposés à 20 mSv par jour mais un accroissement, même léger, au-delà de cette limite inhibe totalement la spermatogenèse[28],[29]
- Les premiers cancers de la peau n’apparaissent que pour des débits de dose encore dix fois supérieurs.

Autrement dit, il y a un facteur cent entre la limite légale et les débits qui seraient objectivement nuisibles pour qui s'y exposerait en permanence (et nécessitant de ce fait une surveillance). Sachant de plus qu'un ancien site minier n'est généralement pas un lieu d'habitation permanent, des mesures complémentaires de réhabilitation des sites ne sont donc pas nécessaires même au-delà de ces valeurs, compte tenu des scénarios d'occupation.
Trouver quelque part des débits de dose au-dessus de la limite légale (et même cent à mille fois supérieurs) n'est donc pas en soi un problème tant que l'on n'a pas précisé quel était le scénario d'occupation des lieux.
Cette distorsion entre ce qui est le niveau naturel et ce qui est objectivement préoccupant est encore plus forte quand on rapporte les mesures en becquerels (mesurant une quantité de matière radioactive sans notion d'impact), au lieu de les donner en sieverts (seule unité mesurant l'impact sur la santé humaine). Des mesures en Becquerel très élevées peuvent être négligeables ; ainsi, une contamination au sol de 1 MBq/m2 en césium 137 (un million de becquerels par mètre carré) entraîne un débit de dose de l'ordre de la dizaine de mSv par an (1,5 à 4 µSv/h) pour une personne qui y serait exposée en permanence, ce qui correspond en réalité à un niveau négligeable.

### Séquelles d'exploitation
Elles peuvent perdurer des années, décennies ou siècles selon les cas.
En France où la dernière mine a été fermée en mai 2001, la surveillance des anciennes mines d'uranium (210 sites, répartis sur 25 départements selon l'IRSN) se fait sous le contrôle de l'IRSN, les données anciennes devant être stockée dans une Base de données nationale des sites miniers d'uranium utilisable par les générations actuelle et futures (Programme MIMAUSA). L'IRSN selon son site internet a réalisé des expertises les mines du Limousin, les mines de Saint-Pierre, les méthodes d’évaluation de l’impact des sites de stockage de résidus de traitement de minerais d’uranium, la Division minière de La Crouzille (Haute-Vienne) et hors de France les Mines d'uranium du Niger (les plus importantes d'Afrique)

### Débits de dose induits par des stériles
Des stériles miniers (et même des minerais relativement riches) n'induisent pas de risque mesurable du fait de l'exposition externe.
Le débit de dose induit par des roches radioactives dépend de plusieurs facteurs. La mesure de base est la radioactivité de la roche elle-même (évaluée en becquerels par kilogramme), mais l'effet biologique de ce rayonnement sur l'homme dépend également la nature et l'énergie des rayonnements émis. Cet effet se calcul à travers un facteur de conversion, en (nGy/h)/(Bq/kg), qui permet de calculer pour une radioactivité donnée le débit de dose moyen, conventionnellement reçu à un mètre du sol (l'irradiation à distance étant essentiellement due au rayonnement gamma, cette mesure est relativement indépendante de la distance).
Pour l'uranium-238 ou le radium-226, le facteur de conversion est de 0,46 nGy h−1 (Bq/kg)−1. Ainsi, un minerai d'uranium de 40 kBq kg−1 (correspondant à une concentration relativement importante de 250 ppm) conduirait à une exposition de l'ordre de 18,4 µSv h−1, sans conséquence pratique pour la santé : il faudrait des concentrations pratiquement dix fois plus fortes pour commencer à envisager des effets somatiques pour une population qui y serait exposée en permanence, et justifier des mesures de prévention. Inversement, des « stériles miniers » seront toujours au-dessous d'un tel débit de dose.

### Réhabilitation
La réhabilitation concerne les aspects paysagers et géomorphologiques, qui varient selon le contexte (mine à ciel ouvert, en puits ou à flanc de coteaux ou en tunnels, etc.) et la quantité de « stériles » accumulés sur les sites exploités. Elle concerne également la gestion de la radioactivité ou de matières toxiques susceptibles d'être lixiviées par les eaux de ruissellement ou d'inondation ou d'être dispersée par les envols de poussières. Diverses techniques de génie écologique permettent d'accélérer le retour de la nature, avec alors un suivi possible par bioindicateurs

## Prospective et gisement alternatif
L'uranium contenu dans les grandes masses d'eau océanique représenterait plus de quatre milliards de tonnes, qui pourraient à l'avenir être exploités, selon une annonce faite en août 2012 par des chimistes à Philadelphie[réf. incomplète]. Des filtres spéciaux peuvent le capter, pour un coût de près de 1 000 euros par kilogramme d’uranium, qui pourrait être divisé par deux ou plus par l'utilisation de bio-filtres à base de chitine de carapace de crustacé. (Reste à vérifier la tenue de tels filtres dans le temps, de nombreux organismes marins pouvant dégrader la chitine ou y produire des biofilms diminuant sa capacité à capter l'uranium.